# Saison 2023 de l'équipe cycliste SD Worx
La saison 2023 de l'équipe cycliste SD Worx est la quatorzième de la formation. La sprinteuse Lorena Wiebes est la principale recrue. L'équipe renforce son domaine du sprint avec l'arrivée de Barbara Guarischi, Femke Markus et Mischa Bredewold. Sina Frei est également recrutée. Au niveau des départs Ashleigh Moolman-Pasio et Roxane Fournier quittent l'équipe. Chantal van den Broek-Blaak est enceinte, tandis qu'Amy Pieters, victime d'un grave accident en 2022, sort de l'effectif.
L'équipe domine la saison cycliste avec plus de soixante victoires, en gagnant 15 des 27 manches de l'UCI World Tour dont le Tour de France, ainsi que le championnat du monde sur route. Demi Vollering connaît une saison exceptionnelle. Elle remporte : les Strade bianche, les trois classiques ardennaises, le Tour de Burgos, le titre de championne des Pays-Bas, le Tour de Romandie et surtout le Tour de France avec l'étape du Tourmalet. Elle est par ailleurs deuxième des championnats du monde et du Tour d'Espagne pour neuf secondes. Lotte Kopecky réalise également une excellente saison en s'imposant au Circuit Het Nieuwsblad, au Tour des Flandres, au Tour de Thuringe et au Simac Ladies Tour. En juillet, elle remporte une étape du Tour de France, y porte le maillot jaune pendant six jours. Elle prend une surprenante sixième place en haut du Tourmalet et devance Annemiek van Vleuten dans le contre-la-montre pour s'adjuger la deuxième place du classement général. Elle enchaîne avec les championnats du monde, où elle remporte deux médailles d'or sur piste avant de lever les bras dans la course en ligne. Marlen Reusser réalise une démontration à Gand-Wevelgem en franchissant la ligne près de trois minutes avant le peloton. Elle gagne le Tour du Pays basque, le Tour de Suisse, l'étape contre-la-montre du Tour de France ainsi que le titre de championne d'Europe du contre-la-montre. Seul le titre mondial de la discipline lui échappe. Lorena Wiebes conserve son statut de meilleure sprinteuse mondiale avec de multiples victoires dont celle sur le Tour de Drenthe. Mischa Bredewold est une des révélations de la saison avec la victoire sur les championnats d'Europe sur route, le Grand Prix de Plouay et une étape du Tour de Thuringe. Blanka Vas est championne de Hongrie, route et chrono, gagne une étape du Tour d'Italie et du Tour de Suisse. Demi Vollering remporte le classement UCI et celui du World Tour, tout comme l'équipe. Au classement UCI, la formation réalise un quadruplé, Vollering y devançant Kopecky, Reusser et Wiebes.

## Préparation de la saison

### Partenaires et matériel de l'équipe
L'entreprise de logiciel d'aide aux ressources humaines SD Worx est le partenaire principal de l'équipe.
Au niveau matériel, l'équipe utilise des vélos Specialized.

### Arrivées et départs

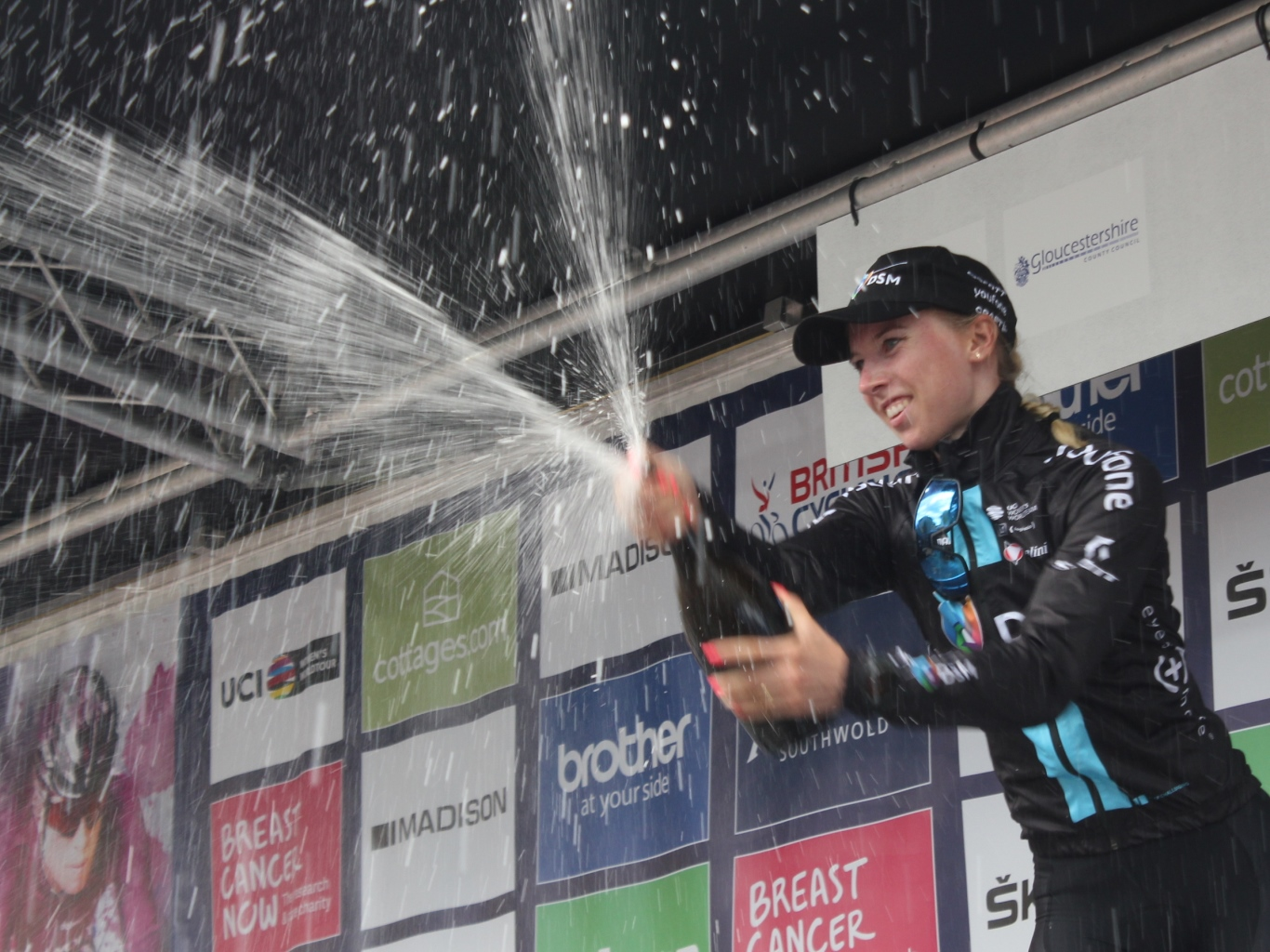
Lorena Wiebes est la principale recrue

Lorena Wiebes, une des meilleures sprinteuses du peloton, est la principale recrue de l'équipe. Barbara Guarischi, Femke Markus et Mischa Bredewold rejoignent l'équipe pour renforcer ce domaine. La spécialiste du VTT Sina Frei, ainsi que la néo-professionnelle Marie Schreiber sont également recrutés.
Sur le plan des départs, la grimpeuse Ashleigh Moolman-Pasio quitte l'équipe. Roxane Fournier est également sur le départ. Amy Pieters après son grave accident en 2022 ne fait plus partie de l'effectif. Par ailleurs, Chantal van den Broek-Blaak annonce être enceinte en novembre 2022.
| Arrivées          | Équipe 2022          |
| ----------------- | -------------------- |
| Mischa Bredewold  | Parkhotel Valkenburg |
| Sina Frei         | Néo-professionnelle  |
| Barbara Guarischi | Movistar             |
| Femke Markus      | Parkhotel Valkenburg |
| Marie Schreiber   | Néo-professionnelle  |
| Lorena Wiebes     | DSM                  |

| Départs                | Équipe 2023             |
| ---------------------- | ----------------------- |
| Roxane Fournier        | St Michel-Mavic-Auber93 |
| Amy Pieters            | Blessure                |
| Ashleigh Moolman-Pasio | AG Insurance-NXTG       |

### Effectifs
| Effectif 2023                    | Effectif 2023     | Effectif 2023    | Effectif 2023                     |
| Cycliste                         | Date de naissance | Pays             | Équipe précédente                 |
| -------------------------------- | ----------------- | ---------------- | --------------------------------- |
| Mischa Bredewold                 | 20 juin 2000      | Pays-Bas         | Parkhotel Valkenburg (2022)       |
| Elena Cecchini                   | 25 mai 1992       | Italie           | Canyon-SRAM Racing (2020)         |
| Niamh Fisher-Black               | 12 août 2000      | Nouvelle-Zélande | Équipe cycliste Paule Ka (2020)   |
| Sina Frei                        | 18 juillet 1997   | Suisse           |                                   |
| Barbara Guarischi                | 10 février 1990   | Italie           | Movistar Team (2022)              |
| Lotte Kopecky                    | 10 novembre 1995  | Belgique         | Liv Racing (2021)                 |
| Femke Markus                     | 17 novembre 1996  | Pays-Bas         | Parkhotel Valkenburg (2022)       |
| Christine Majerus                | 25 février 1987   | Luxembourg       | Sengers (2013)                    |
| Marlen Reusser                   | 20 septembre 1991 | Suisse           | Alé BTC Ljubljana (2021)          |
| Anna Shackley                    | 17 mai 2001       | Royaume-Uni      | Breeze (2020)                     |
| Marie Schreiber (1 mars–31 déc.) | 17 avril 2003     | Luxembourg       | Acrog-Tormans/Balen BC (2023)     |
| Lonneke Uneken                   | 2 mars 2000       | Pays-Bas         | Hitec Products-Birk Sport (2019)  |
| Chantal van den Broek-Blaak      | 22 octobre 1989   | Pays-Bas         | Specialized-Lululemon (2014)      |
| Demi Vollering                   | 15 novembre 1996  | Pays-Bas         | Parkhotel Valkenburg (2020)       |
| Blanka Vas                       | 3 septembre 2001  | Hongrie          | Doltcini-Van Eyck-Proximus (2021) |
| Lorena Wiebes                    | 17 mars 1999      | Pays-Bas         | Team DSM (2022)                   |
|                                  |                   |                  |                                   |
| Source : ProCyclingStats         |                   |                  |                                   |

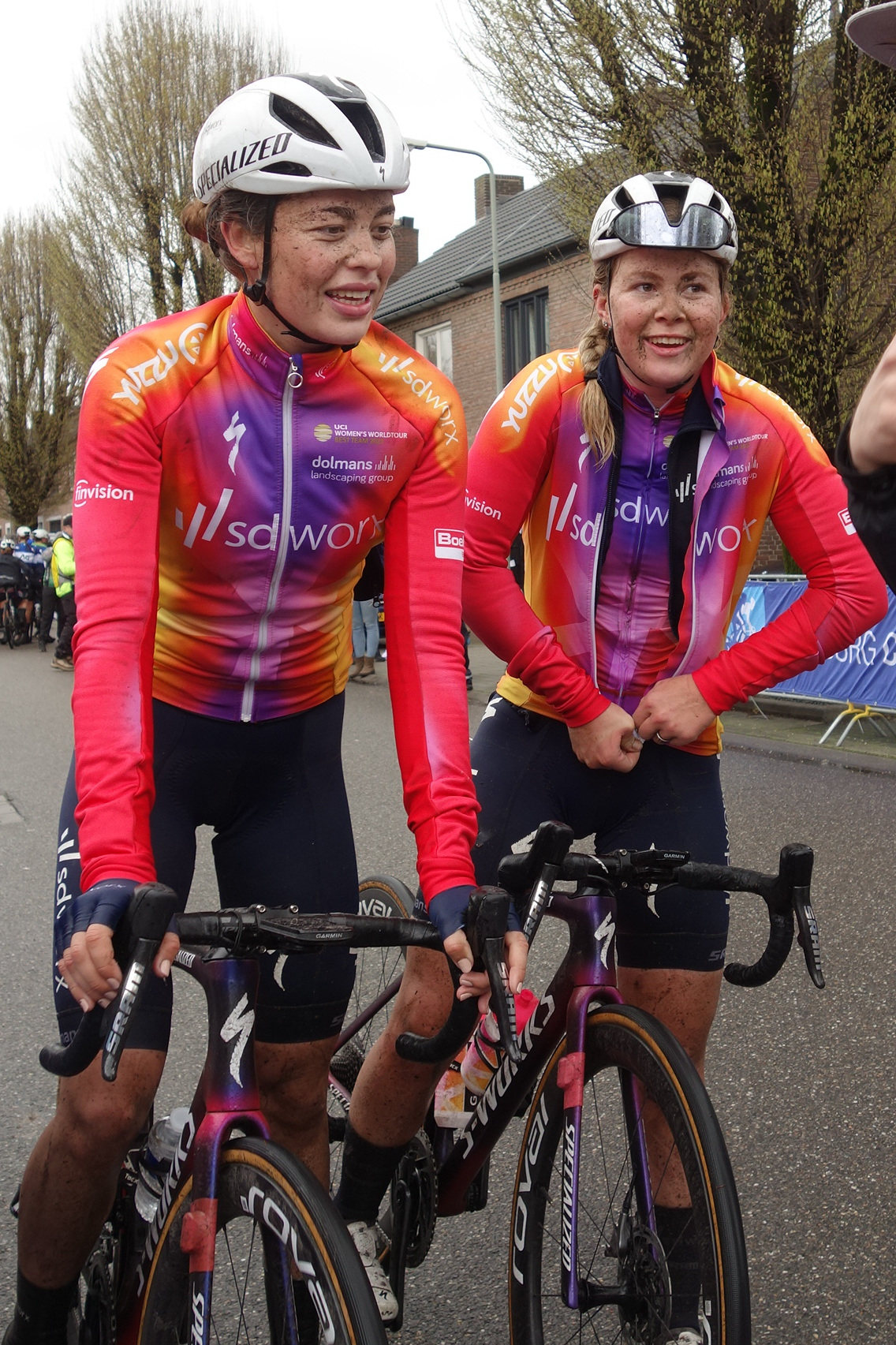
Mischa Bredewold et Lonneke Uneken
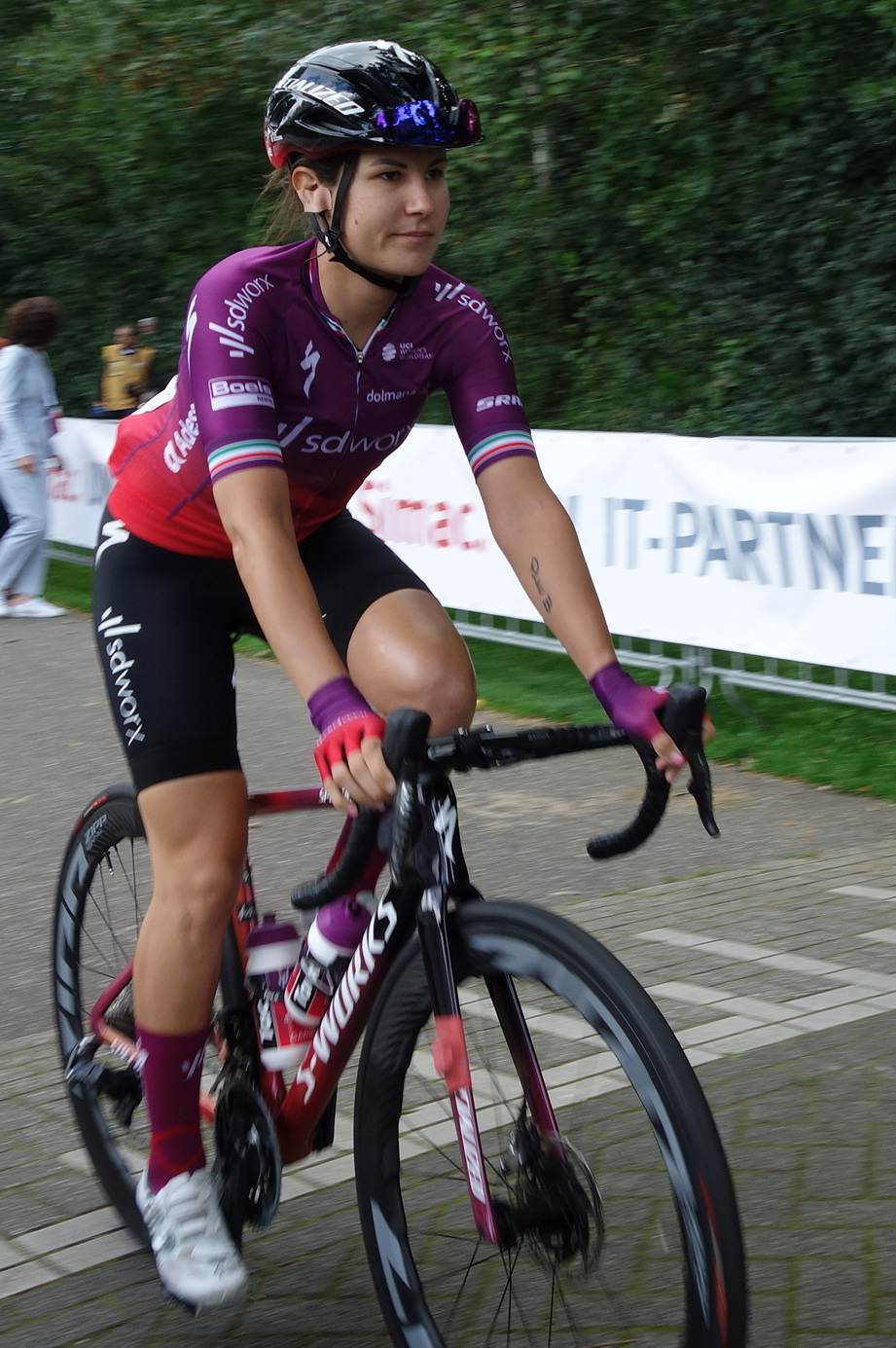
Elena Cecchini en 2021
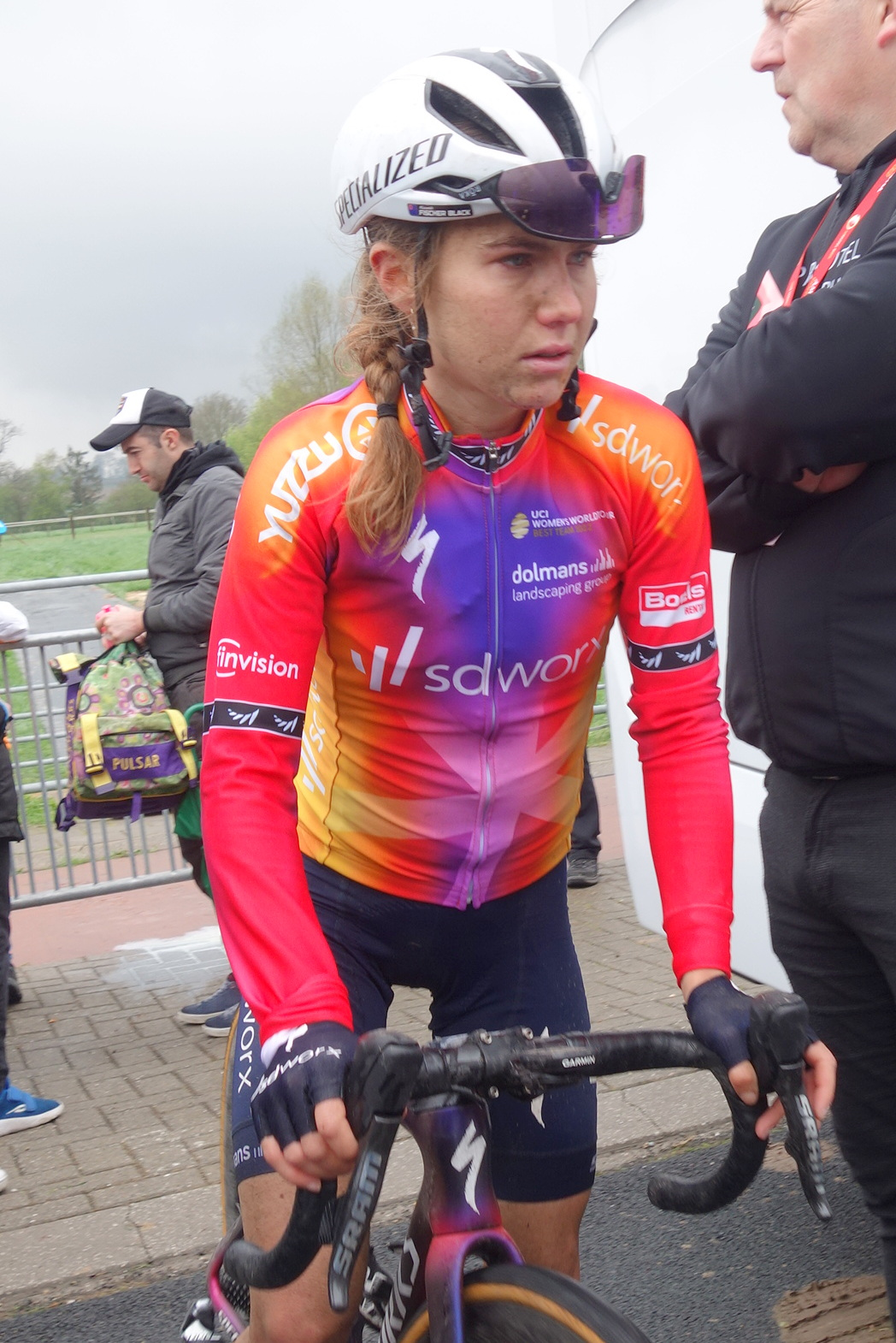
Niamh Fisher-Black
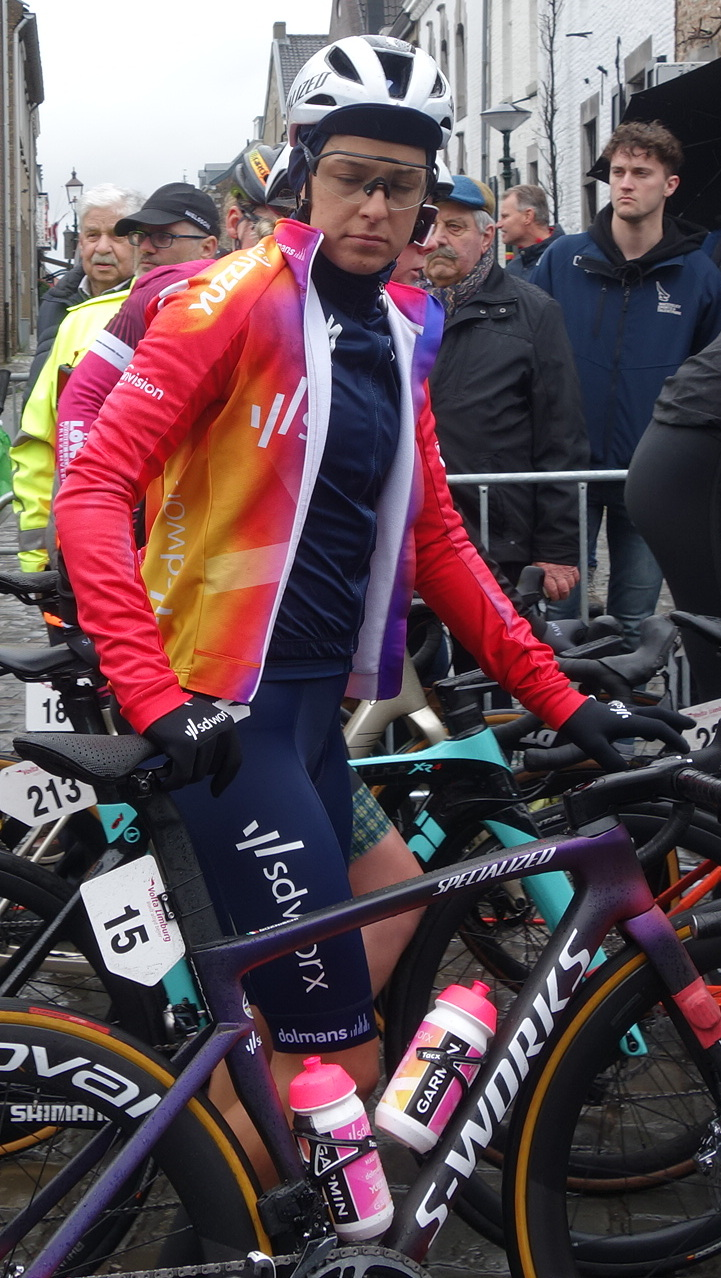
Barbara Guarischi
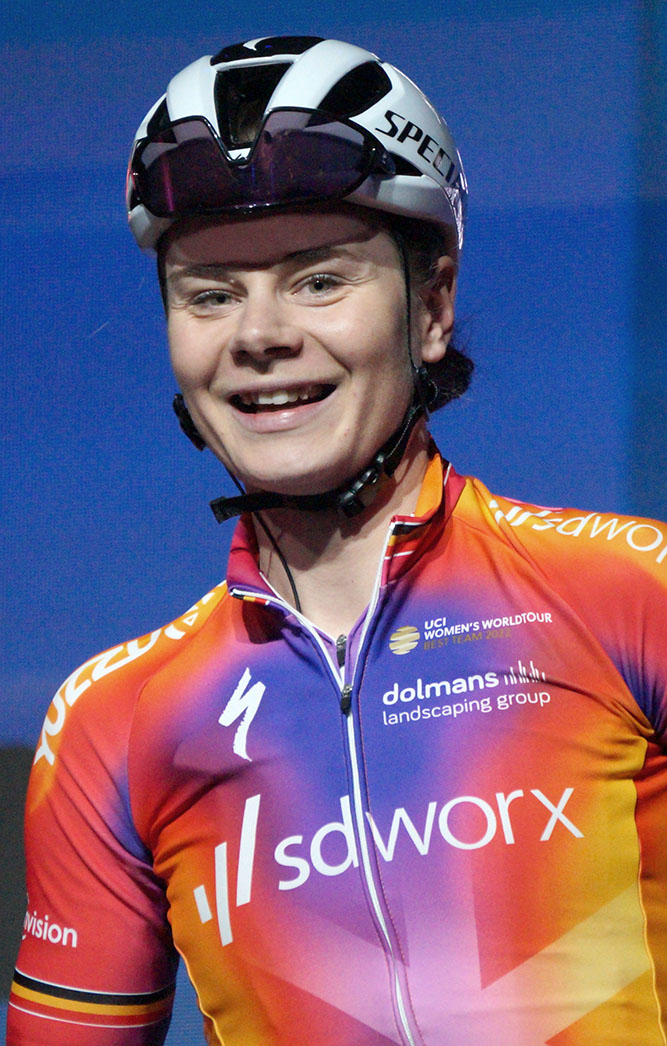
Lotte Kopecky
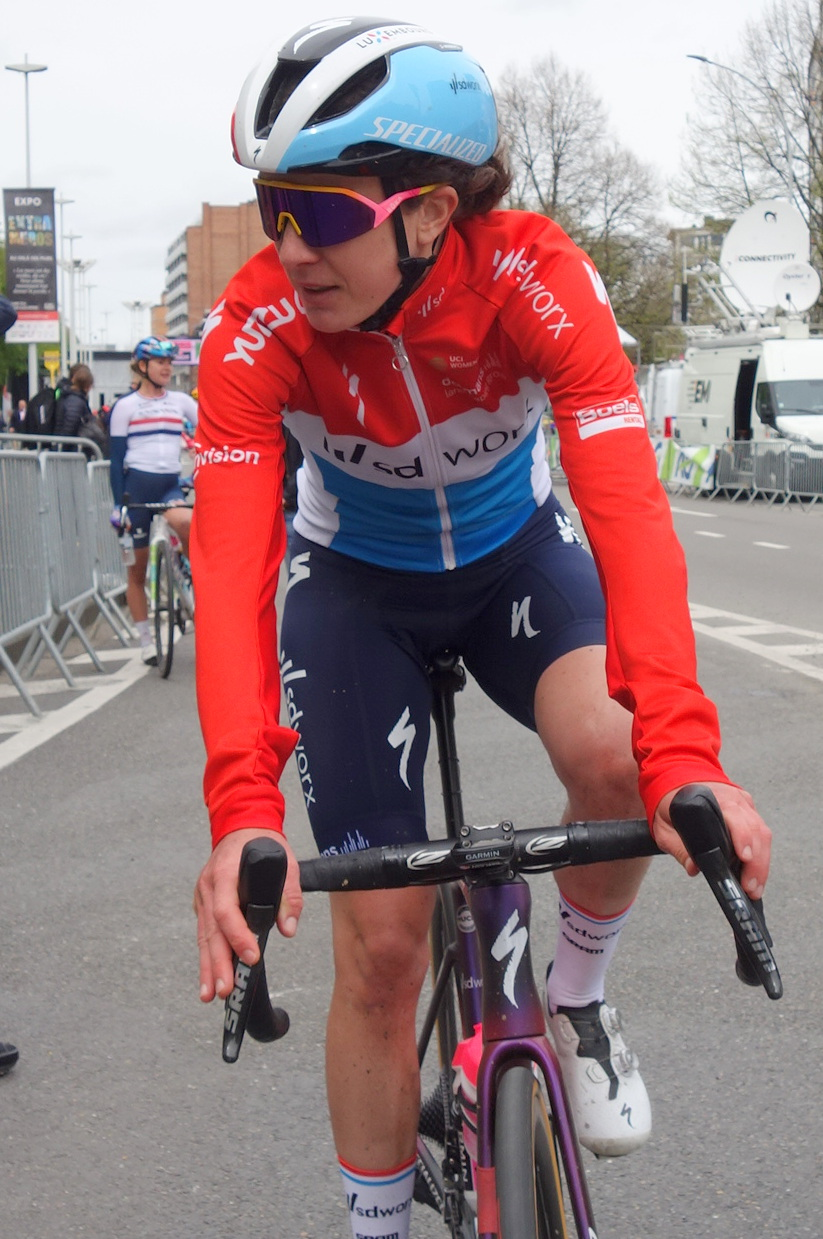
Christine Majerus
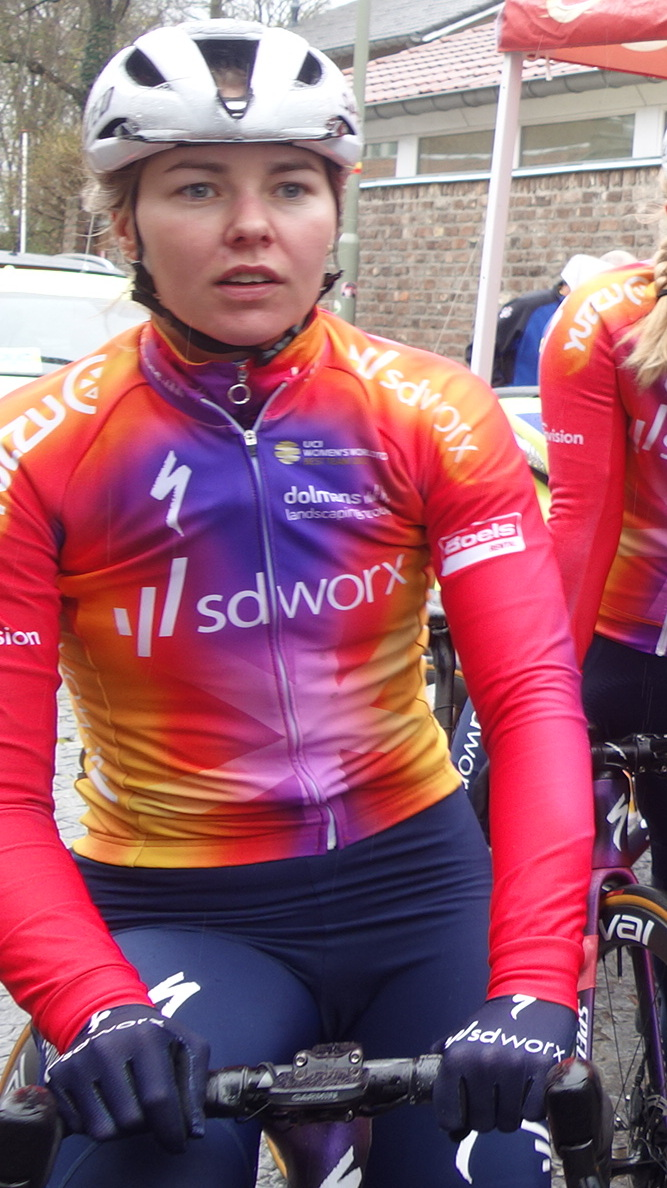
Femke Markus
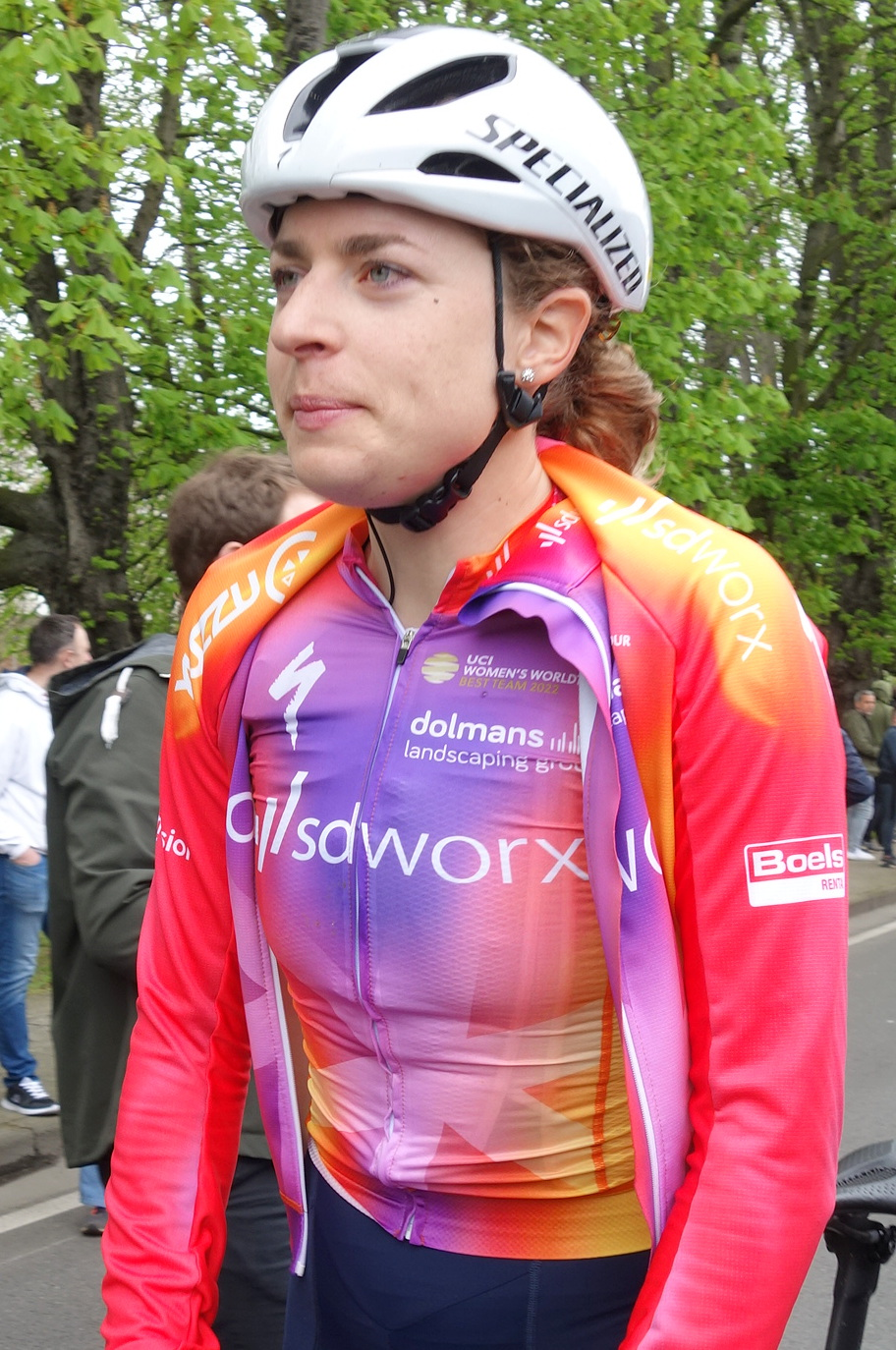
Marlen Reusser
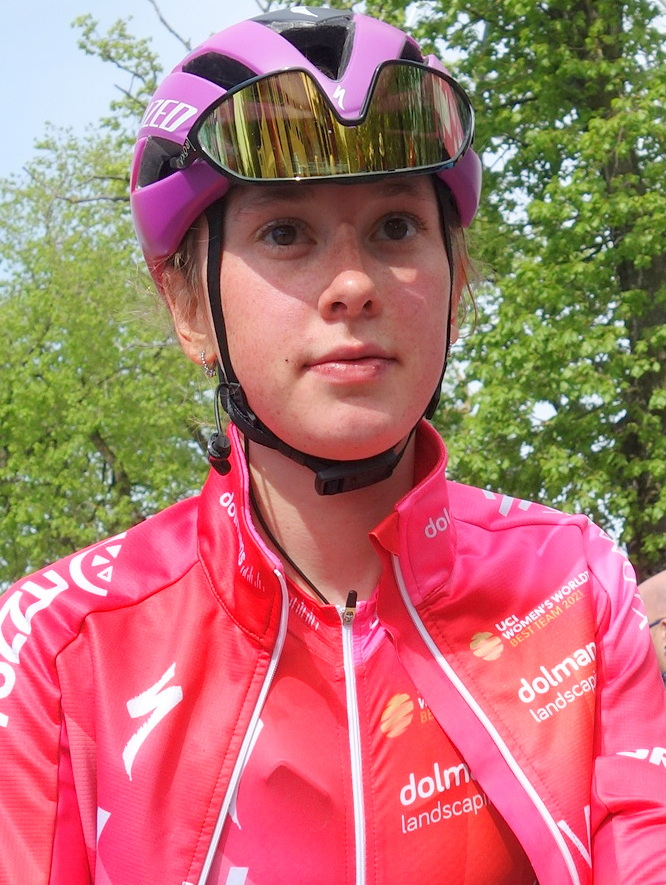
Anna Shackley en 2022
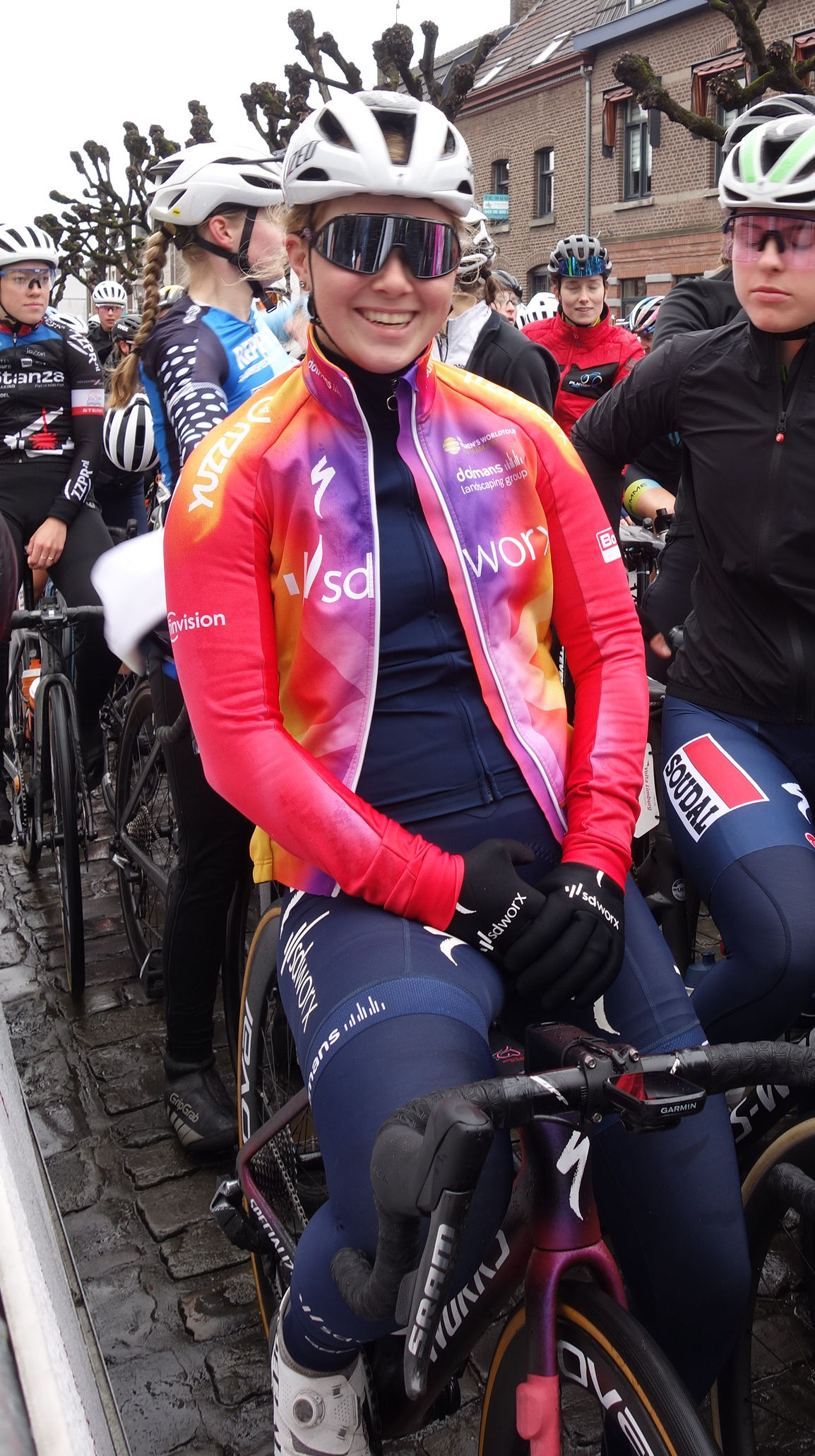
Lonneke Uneken
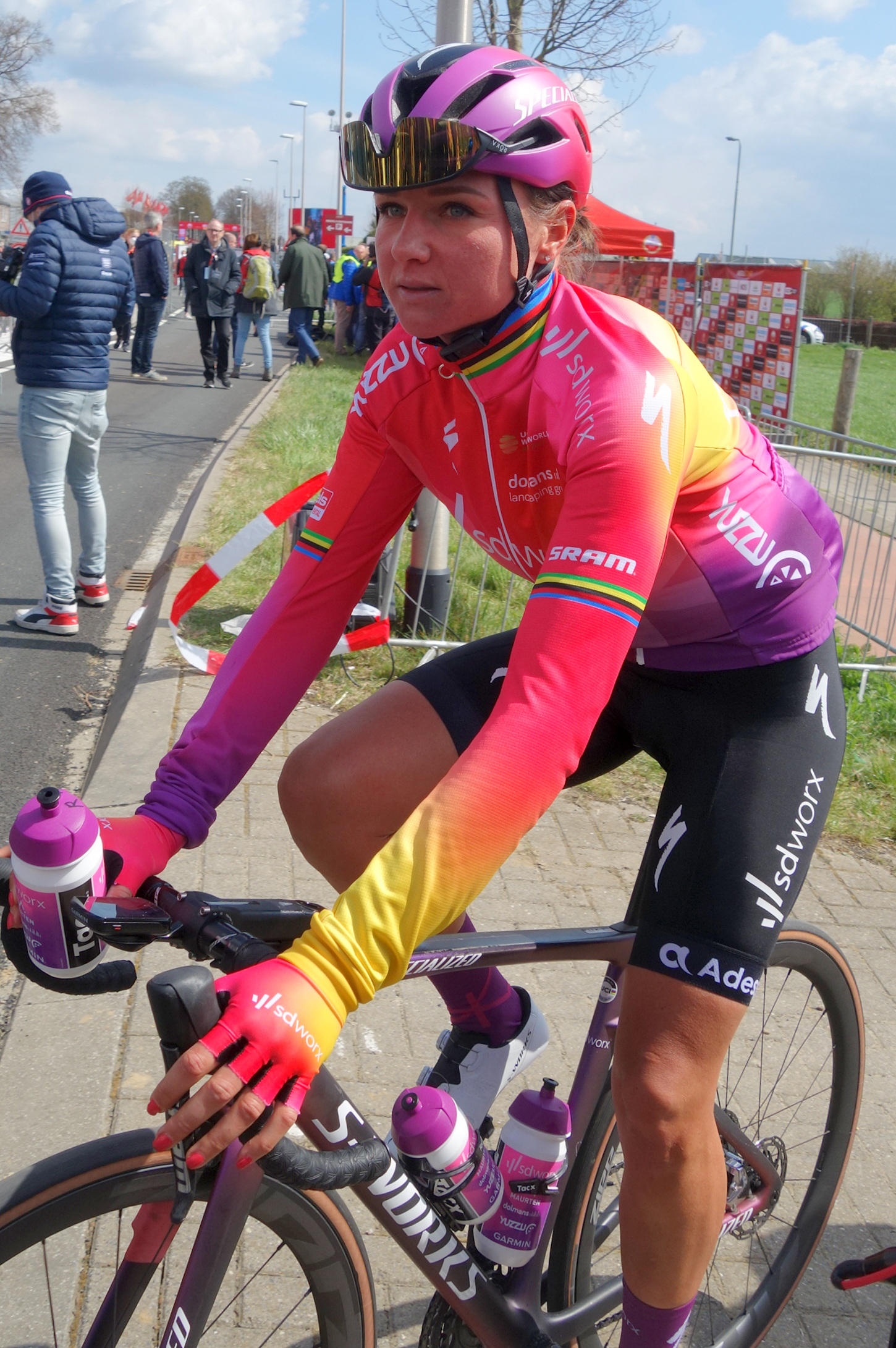
Chantal van den Broek-Blaak en 2022
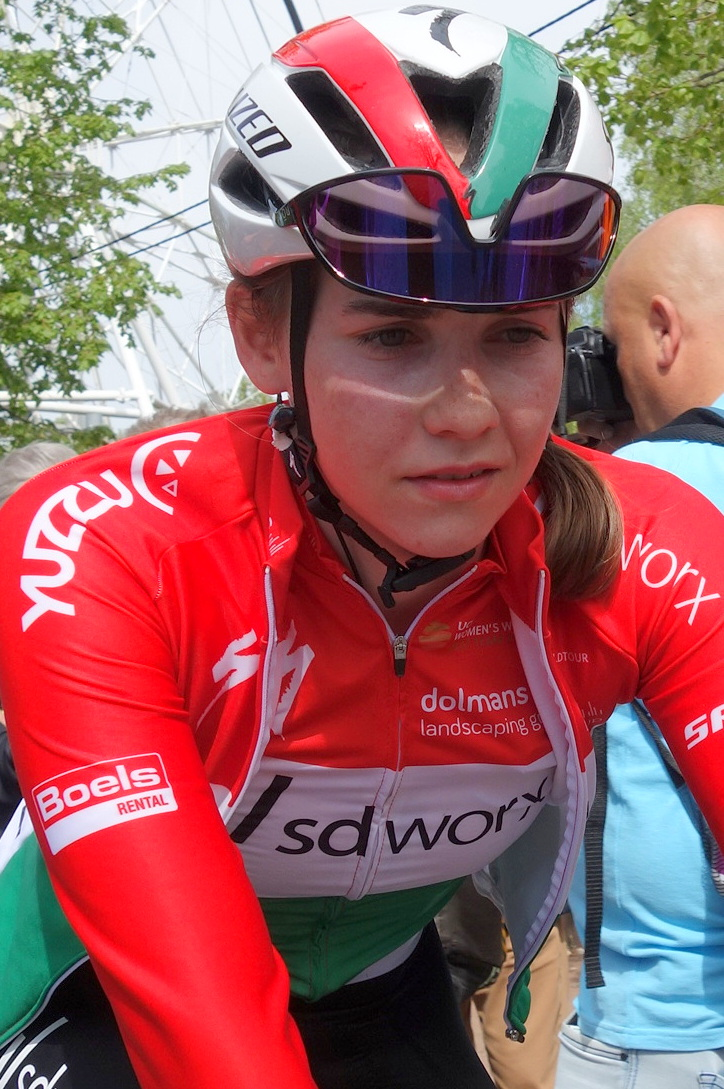
Blanka Vas en 2022
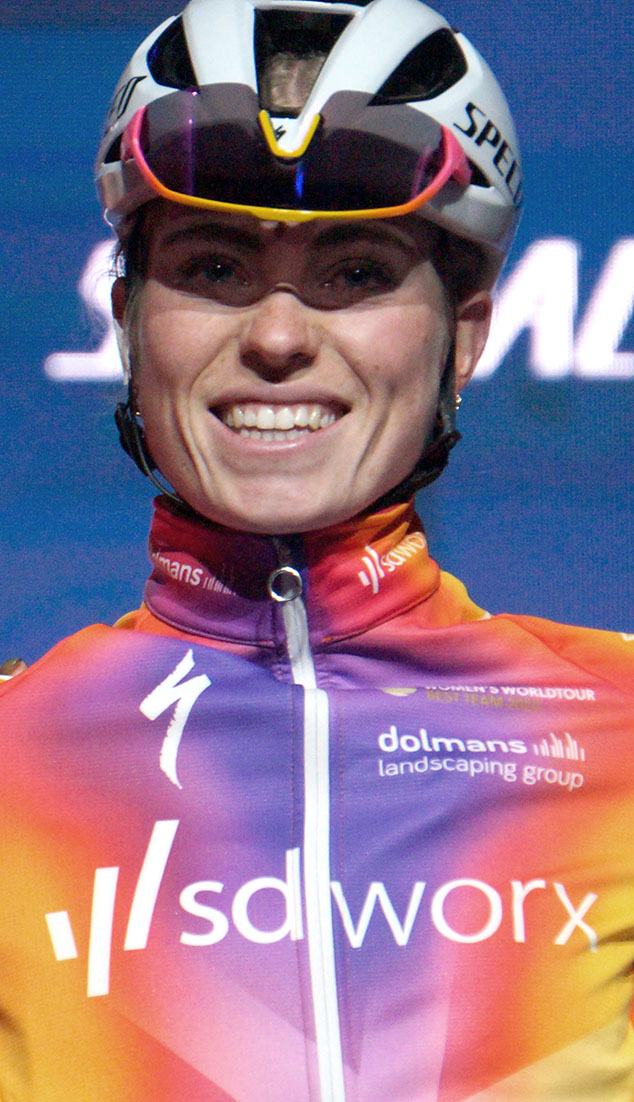
Demi Vollering
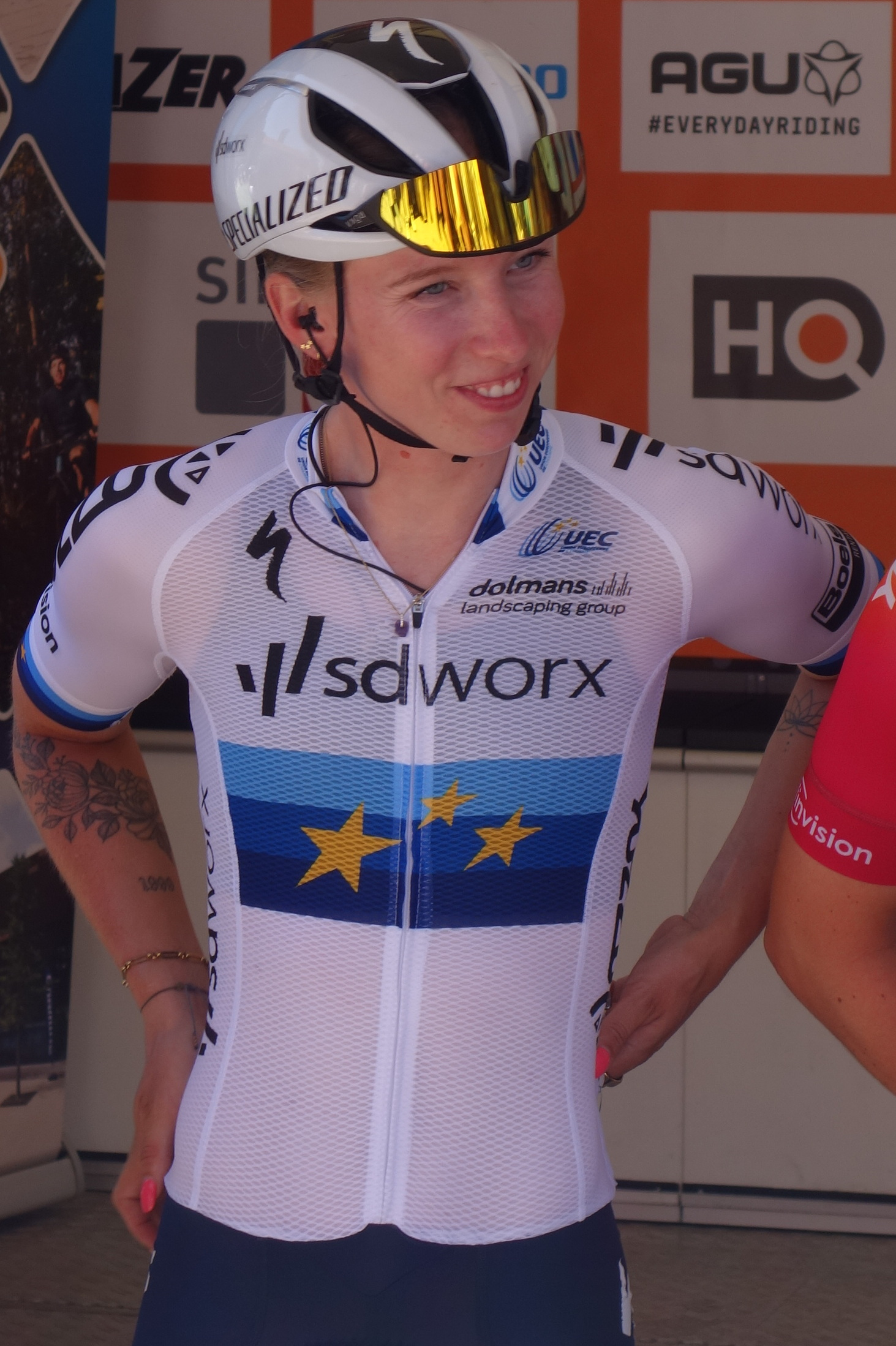
Lorena Wiebes

### Encadrement
Le directeur sportif de l'équipe est Danny Stam, son adjoint est Lars Boom. Le représentant de l'équipe auprès de l'UCI est Erwin Janssen.

## Déroulement de la saison

### Février-Mars
Au Circuit Het Nieuwsblad, Arlenis Sierra se trouve en tête en arrivant à Grammont. Lotte Kopecky mène le rythme. Seule Pfeiffer Georgi tient sa roue dans un premier temps, mais la Belge poursuit son effort et revient seule sur la Cubaine. Elles roulent à deux jusqu'au pied du Bosberg, où Kopecky place une accélération sèche qui laisse sur place Sierra. La Belge continue en solitaire jusqu'à l'arrivée. Derrière, sa coéquipière Lorena Wiebes règle le peloton. Le lendemain, à l'Omloop van het Hageland, Lorena Wiebes s'impose au sprint.
Aux Strade Bianche, Kristen Faulkner est seule en tête dans le final. Dans le Colle Pinzuto, Annemiek van Vleuten augmente le rythme. Lotte Kopecky et Demi Vollering font partie des quelques favorites à pouvoir la suivre. Cette dernière sort seule. Elle perd du temps quand un cheval vient perturber la course, mais reconstitue son avance ensuite. Dans Le Tolfe, Lotte Kopecky part à son tour et opère la jonction sur Vollering. Faulkner est reprise par le duo dans la montée finale. Les deux coéquipières se départagent au sprint. Vollering s'impose par la plus petite des marges.

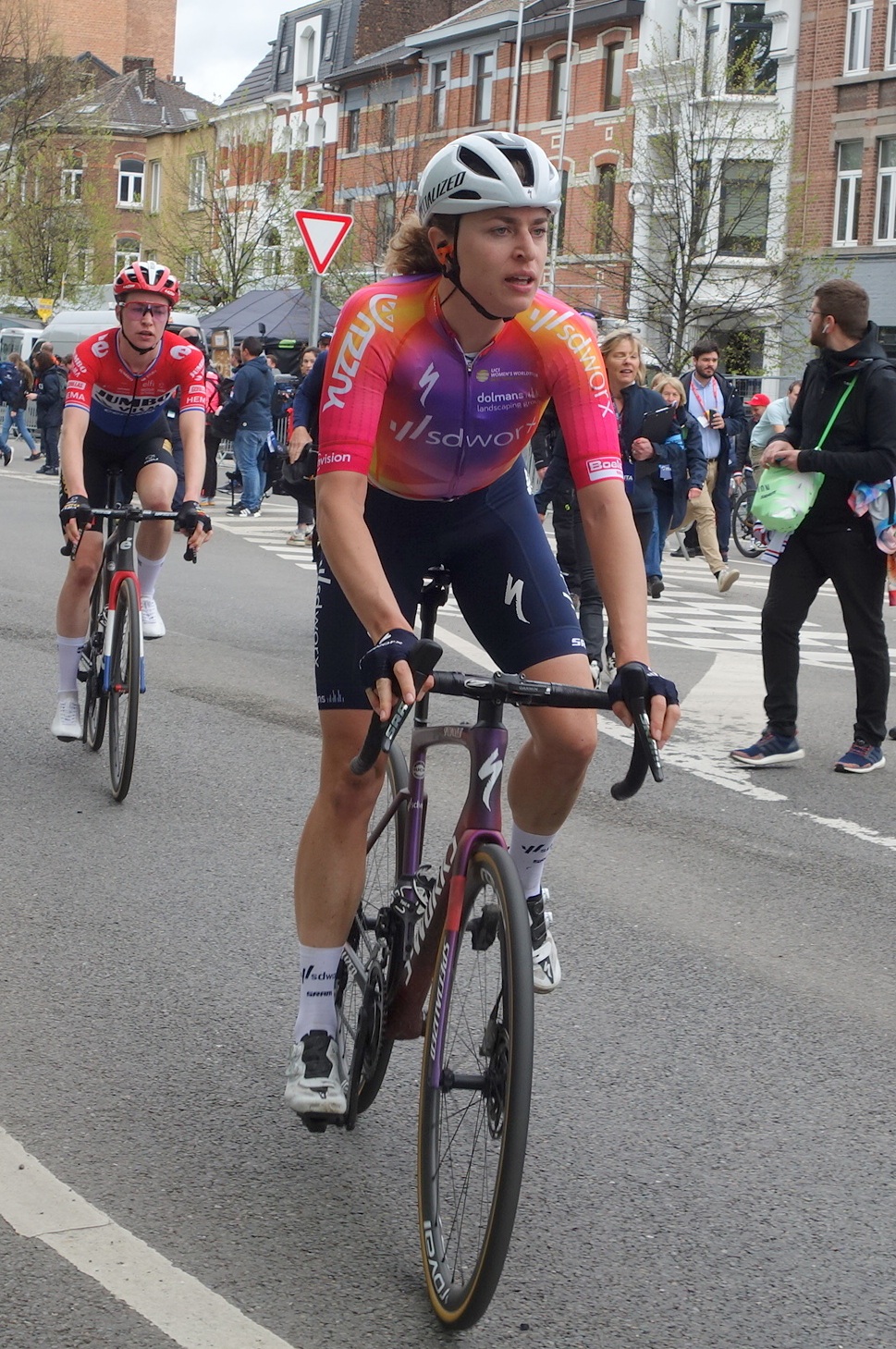
Marlen Reusser, ici à Liège-Bastogne-Liège, remporte Gand-Wevelgem après une longue échappée solitaire

Au Tour de Drenthe, Mischa Bredewold prend l'échappée. Après la troisième ascension du VAM, un quatuor dont Lonneke Uneken effectue la jonction sur la tête. Un regroupement a lieu à trente-trois kilomètres de l'arrivée. Uneken tente de sortir. Mischa Bredewold attaque ensuite dans la deuxième partie de l'ascension du mont VAM, mais on ne la laisse pas partir. La course se conclut au sprint. Lorena Wiebes s'impose avec plusieurs vélos d'avance. À Nokere, au kilomètre quarante-cinq, un groupe de six se forme dans le Tiegemberg incluant Lotte Kopecky. Il est rapidement repris. À une soixantaine de kilomètres de l'arrivée, la Belge attaque de nouveau, avec Anna Henderson cette fois. Leur avance atteint trente secondes, mais elles sont reprises à quarante-cinq kilomètres de la ligne. À douze kilomètres de l'arrivée, dans la dernière montée de la Lange Aststraat, Lotte Kopecky place une puissance accélèration et s'impose.
À la Classic Bruges-La Panne, dix coureuses dont Lorena Wiebes sortent. La formation DSM attaque dans les dix derniers kilomètres et Pfeiffer Georgi s'isole. Derrière, Elisa Balsamo devance Lorena Wiebes au sprint. À Gand-Wevelgem, entre les deux ascensions du mont Kemmel, Marlen Reusser décide d'imprimer un rythme plus élevé, mais se rend compte que personne ne la suit. Elle se retrouve ainsi en échappée. Elle passe en haut du mont Kemmel avec une minute d'avance. À dix-huit kilomètres de l'arrivée, un groupe de poursuite avec Christine Majerus se forme. Reusser s'impose seule. Sur À travers les Flandres, dans la côte du Trieu  Marianne Vos, marquée par Marlen Reusser, sort et revient sur le trio d'échappée. Dans Ladeuze, Barale doit lâcher prise sous l'impulsion de Reusser. À trente kilomètres de l'arrivée, elle profite du secteur pavé de Doorn pour placer une offensive. Seule Marianne Vos peut la suivre. Dans Huisepontweg, Demi Vollering attaque avec quatre autres coureuses. Le peloton se regroupe immédiatement après. Trek-Segafredo mène la poursuite et reprend Vos et Reusser. Dans le Nokere, Liane Lippert mène le train, mais c'est Demi Vollering qui place une accélération. Elle n'est plus rejointe.

### Avril

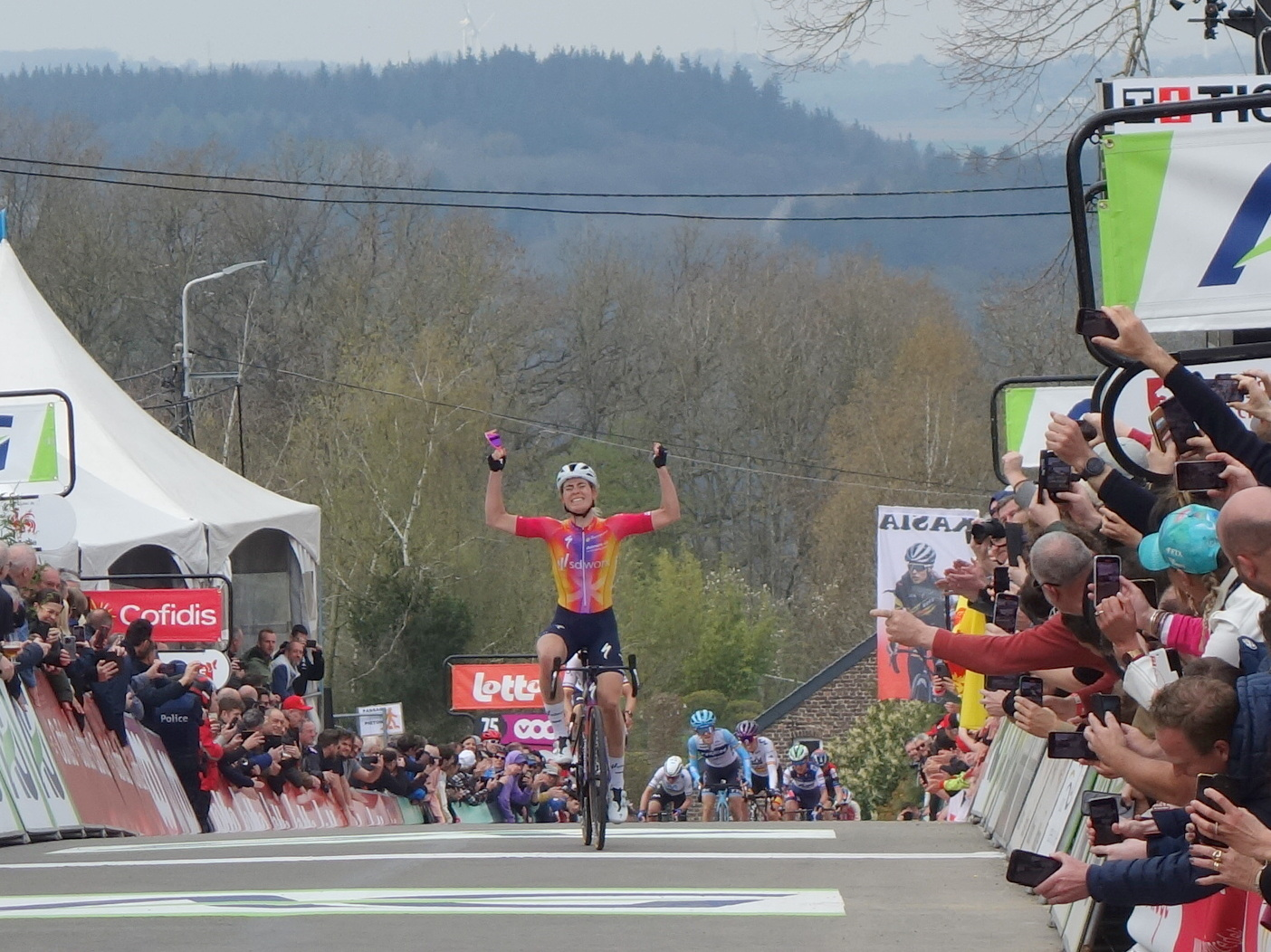
Demi Vollering à la Flèche wallonne

Au Tour des Flandres, le Koppenberg permet à Lotte Kopecky et Lorena Wiebes de revenir sur l'échappée. Wiebes est distancée dans le Taienberg. Après le Kruisberg, Kopecky et Persico forme un duo. La Belge produit son effort dans la vieux Quaremont et s'isole. Vollering fait partie du groupe de poursuite et prend la deuxième place. Au Grand Prix de l'Escaut, Lorena Wiebes s'impose pour la troisième fois consécutives. Sur Paris-Roubaix, une échappée de dix-huit coureuses se forme. La plupart des équipes étant représentée, l'écart croit rapidement jusqu'à cinq minutes. Malgré les efforts de la SD Worx, l'échappée n'est pas reprise. Lotte Kopecky prend la septième place douze secondes derrière la vainqueur.

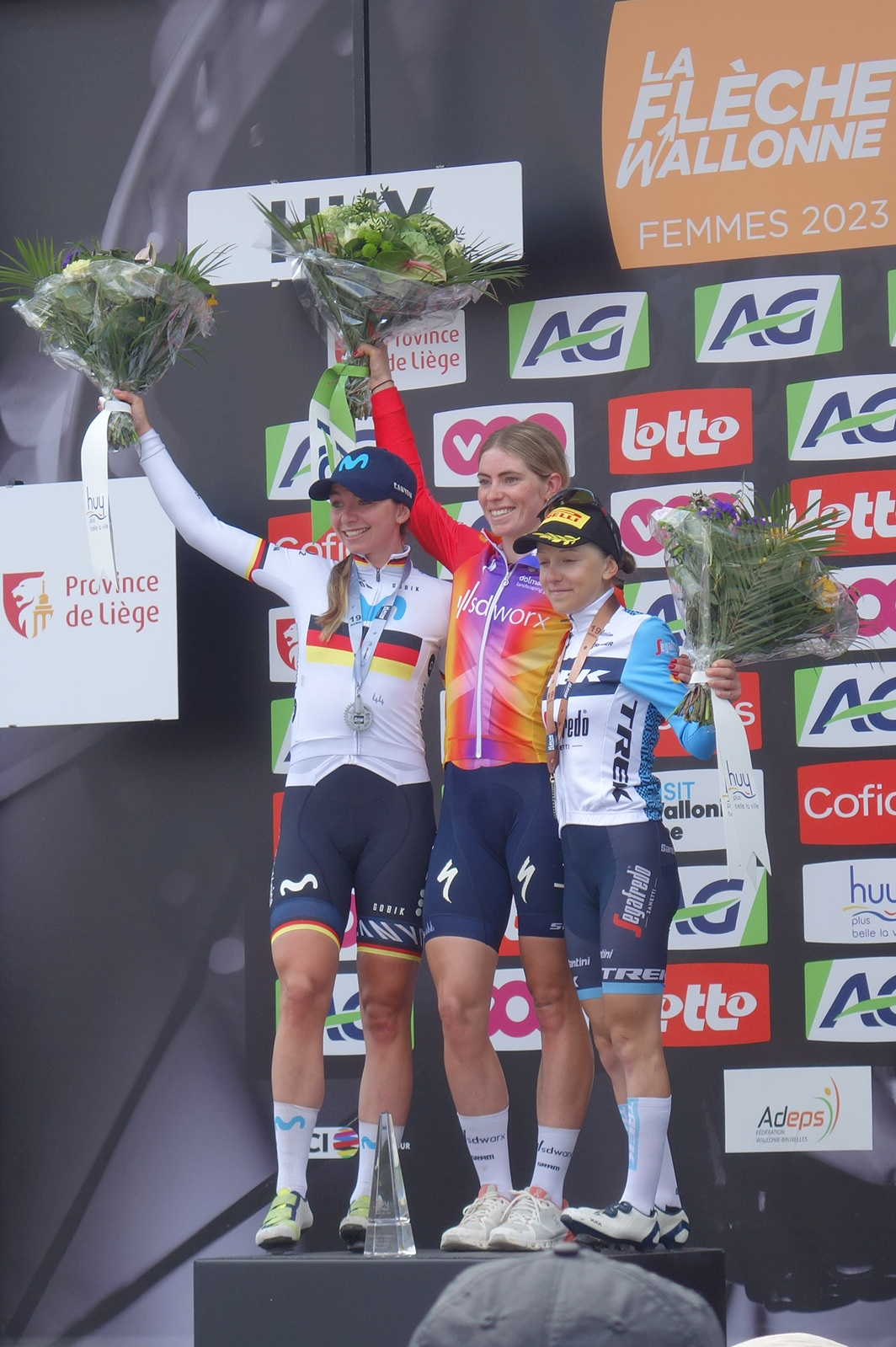
Podium de la Flèche wallonne

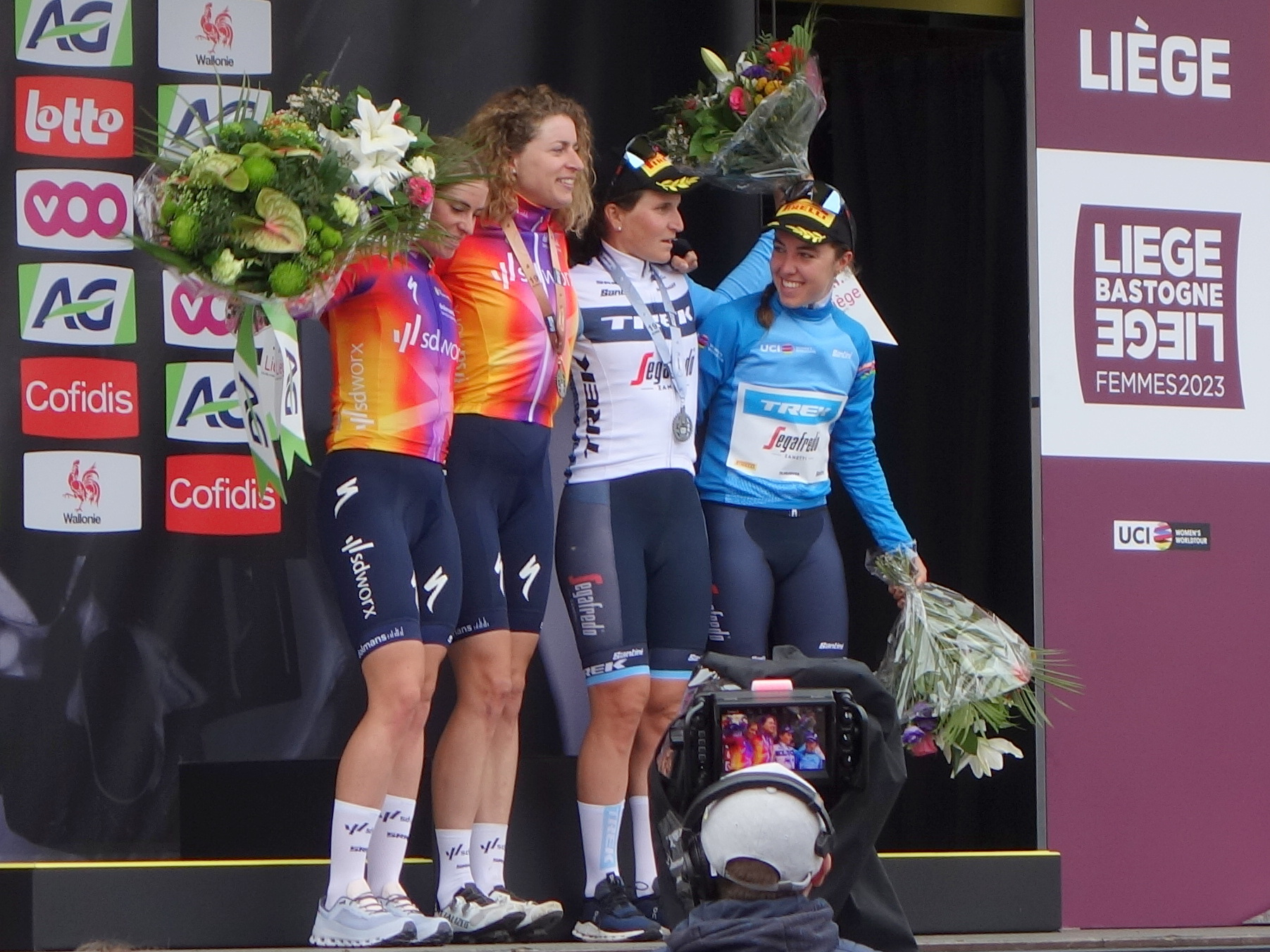
Podium de Liège-Bastogne-Liège

À l'Amstel Gold Race, à cent-sept kilomètres de l'arrivée, un groupe de neuf coureuses se forme. Après le Keutenberg, Annemiek van Vleuten et Demi Vollering effectuent la jonction. Un regroupement général suit. Dans l'ascension finale du Cauberg, Paladin distance Brown. Derrière, Liane Lippert mène le peloton. Elle est accompagnée de Riejanne Markus, Katarzyna Niewiadoma, Lotte Kopecky, Ashleigh Moolman-Pasio et Demi Vollering. Cette dernière place un attaque sèche et n'est plus reprise. Lotte Kopecky règle le groupe de poursuite. À la Flèche wallonne, dans la dernière montée de la côte de Cherave, Demi Vollering place une attaque et est suivie par les autres favorites. Ce groupe ne coopère pas. Dans l'ultime difficulté, Demi Vollering mène dès la flamme rouge. Elle mène un rythme élevé et gagne. À Liège-Bastogne-Liège, la côte de Stockeu permet à Amanda Spratt, Marlen Reusser, Katarzyna Niewiadoma, Esmée Peperkamp et Anna Henderson de s'échapper. Elles comptent jusqu'à une minute quinze d'avance. Dans la côte de la Redoute, Marlen Reusser distance ses compagnons d'échappée. Elle a alors une minute quarante d'avance. Dans la côte des Forges, Liane Lippert attaque avec Elise Chabbey, Mavi Garcia, Demi Vollering et Niamh Fisher-Black. Mais elles sont reprises. Dans la côte de la Roche-aux-Faucons, Longo Borghini, Chabbey, Vollering, Van Vleuten et Gaia Realini reprennent Reusser au sommet. La Suissesse lance néanmoins une attaque dans la descente. Elle est suivie par Longo Borghini. Dans le faux-plat suivant la Roche-aux-Faucons, Van Vleuten tente de revenir sur l'avant, mais c'est Demi Vollering qui y parvient à onze kilomètres du but. L'accélération de Vollering distance Reusser. Le duo n'est plus repris. Le sprint est lancé à cent-cinquante mètres par Longo Borghini, mais Vollering se montre plus rapide. Reusser règle le groupe de poursuite.

### Mai
Au Tour d'Espagne, Blanka Vas est quatrième de la deuxième étape. Lors de la quatrième étape, Marlen Reusser est troisième du sprint et Blanka Vas quatrième. Le lendemain, dans l'ascension du Mirador de Peñas Llanas, Demi Vollering imprime un rythme soutenu, éliminant ses adversaires les unes après les autres. Annemiek van Vleuten, Ricarda Bauernfeind et Évita Muzic sont celles qui résistent le plus longtemps mais Vollering finit par s'imposer et prendre au passage le maillot de leader du classement général. Sur la sixième étape, alors que la leader du classement général Demi Vollering et ses coéquipières tardent à revenir dans le peloton après une pause à 70 km, la Movistar d'Annemiek van Vleuten fait le forcing et provoque une scission du peloton. Van Vleuten reprend une minute à Vollering et le maillot rouge. Lors de l'ultime étape, dans le Collado Moandi, un groupe composé de toutes les favorites se détache du peloton. Dans la descente, Katarzyna Niewiadoma attaque, suivie par Marlen Reusser. Les deux coureuses sont finalement reprises à une quinzaine de kilomètres de l'arrivée. Dans les premiers kilomètres de la montée finale, Demi Vollering 
distance progressivement ses adversaires pour s'imposer. Elle remporte l'étape mais perd le Tour pour neuf secondes.
Sur le Tour du Pays basque, Demi Vollering gagne la première étape au sommet. Le lendemain, après de nombreuses attaques, l'étape se conclut au sprint où Vollering récidive. Lors de l'ultime étape, Marlen Reusser sort d'un groupe de cinq favorites après la dernière difficulté et s'impose seule. Elle remporte par la même occasion le classement général devant Vollering. 
Au Tour de Burgos, Lorena Wiebes gagne le sprint de la première étape. Elle récidive le lendemain, mais est déclassée à cause d'un coup d'épaule sur Chloe Dygert. Demi Vollering est déclarée vainqueur. Sur la troisième étape, Wiebes démontre une fois de plus être la plus rapide. Lors de la dernière étape, dans l'ultime difficulté, Demi Vollering accélère à neuf kilomètres de l'arrivée. Elle remporte l'étape et le classement général. En parallèle, Lotte Kopecky gagne Veenendaal Veenendaal Classic. Lorena Wiebes enchaîne avec le Tour de Thuringe. La  SD Worx domine les débats en remportant toutes les étapes. Elle gagne tout d'abord le contre-la-montre par équipes. Lotte Kopecky s'empare de la tête du classement général. Le lendemain, Mischa Bredewold est extrêmement active et finit par s'isoler seule en tête à dix kilomètres de la fin. Elle devient la nouvelle leader. Barbara Guarischi gagne le sprint de la troisième étape. Sur la quatrième étape, Lonneke Uneken domine ses deux compagnons d'échappée. Le lendemain, malgré la montagne, Lorena Wiebes s'impose au sprint et prend la tête du classement général. Sur l'ultime étape, Lotte Kopecky sort seule et remporte ainsi aussi bien l'étape que la victoire générale. Elle y devance Mischa Bredewold et Lorena Wiebes. La SD Worx est donc logiquement la meilleure équipe. Kopecky gagne aussi le classement par points.

### Juin

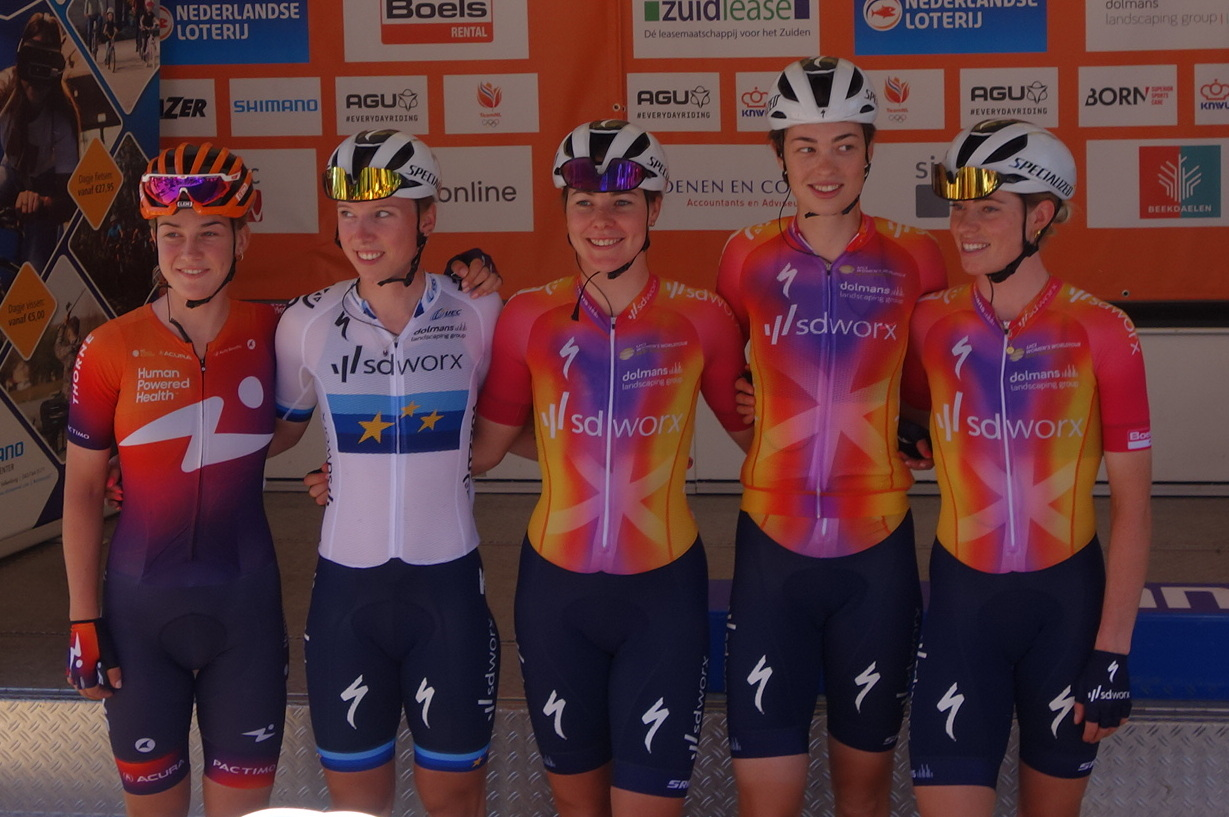
Équipe aux championnats des Pays-Bas sur route

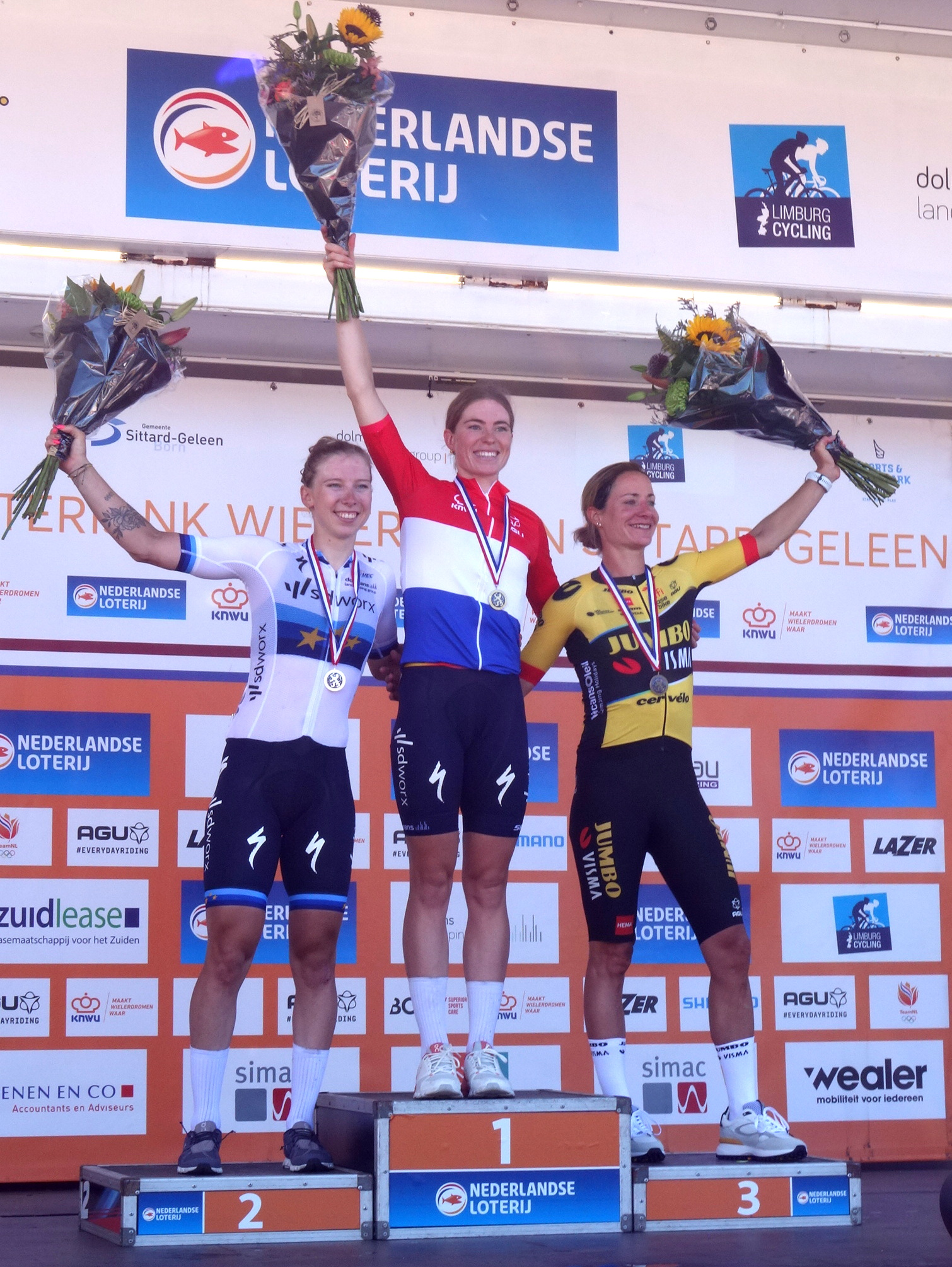
Podium des championnats des Pays-Bas sur route

Au Tour de Suisse, Blanka Vas remporte le sprint de la première étape. Marlen Reusser gagne le contre-la-montre et prend la tête du classement général. Enfin, sur l'ultime étape, bien que Katarzyna Niewiadoma met sa domination en danger, Marlen Reusser conserve la tête du classement général en prenant la troisième place, l'étape étant remportée par Niamh Fisher-Black. Demi Vollering est deuxième du classement général.
Lors des championnats nationaux, Christine Majerus s'impose sur route au Luxembourg, tout comme Marlen Reusser en Suisse et Demi Vollering aux Pays-Bas. Lotte Kopecky réalise le doublé route et contre-la-montre en Belgique, Blanka Vas en fait de même en Hongrie.

### Juillet

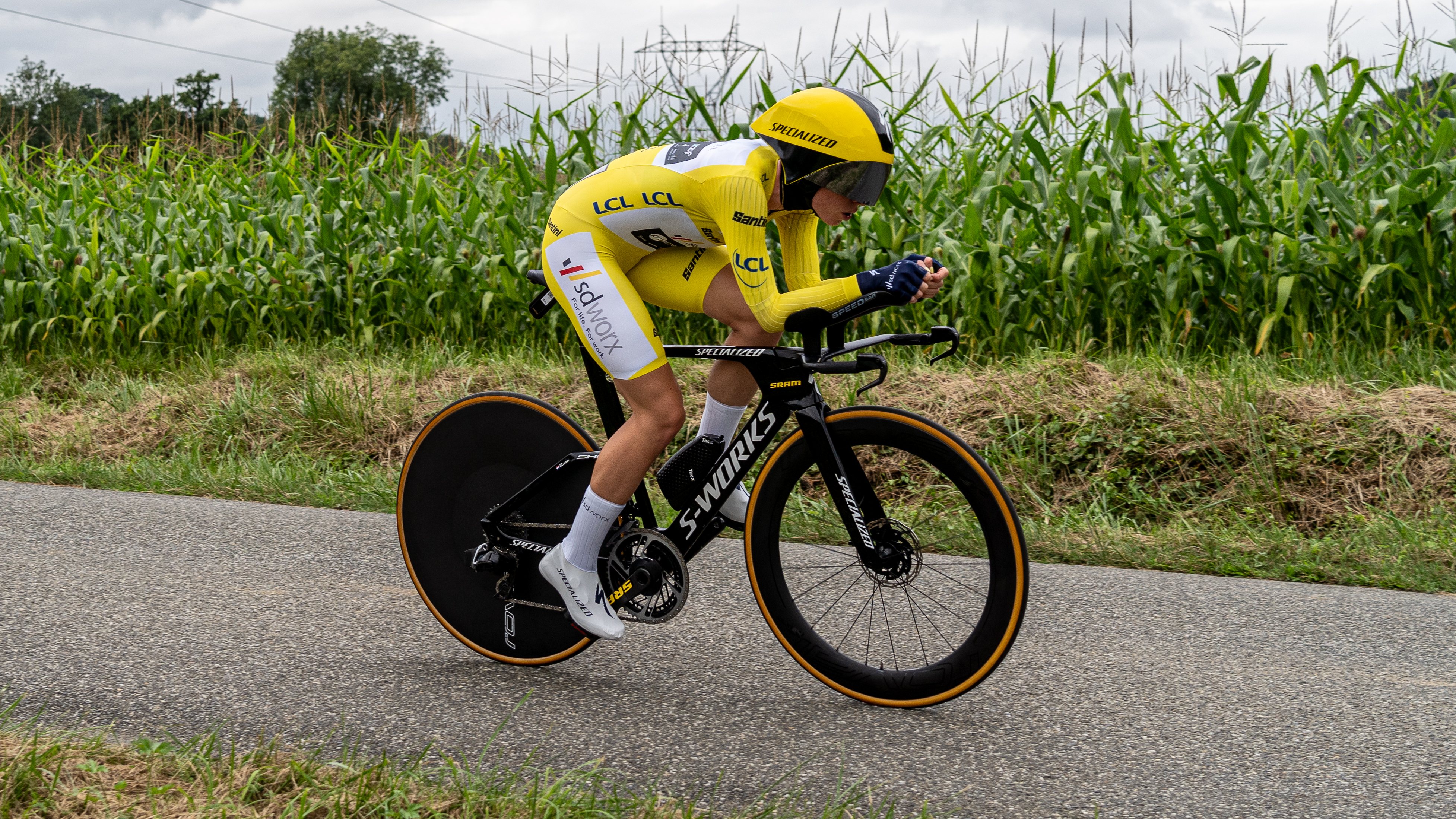
Demi Vollering lors du contre-la-montre du Tour de France

Demi Vollering n'est pas au départ du Tour d'Italie. Lorena Wiebes gagne le sprint de la troisième étape. Sur la montagneuse cinquième étape, Niamh Fisher-Black est troisième à quasiment une minute trente d'Annemiek van Vleuten. Lorena Wiebes est deuxième le lendemain, dans une étape pourtant montagneuse. Sur la septième étape, Niamh Fisher-Black débourse une minute sur Van Vleuten. Le faux-plat montant de l'arrivée de la huitième étape profite à Blanka Vas qui lève les bras. Niamh Fisher-Black conclut la course à la neuvième place.
Au Tour de France, Lotte Kopecky s'isole lors de la première étape et s'impose avec quarante-et-une secondes d'avance. Le lendemain, elle est devancée au sprint par Liane Lippert. Lorena Wiebes gagne la troisième étape au sprint. Sur la quatrième étape, Demi Vollering est deuxième de l'étape. Marlen Reusser devance le sprint du peloton le lendemain pour la deuxième place. Lotte Kopecky est troisième de la sixième étape. La septième étape avec arrivée en haut du Col du Tourmalet s'annonce décisive. Dans le Col d'Aspin, Annemiek van Vleuten attaque. Elle emmène avec elle Katarzyna Niewiadoma et Vollering. Niewiadoma attaque dans la descente. Derrière Van Vleuten et Vollering ne coopèrent pas du tout. Lotte Kopecky et Marlen Reusser entre autres reviennent de l'arrière. Dans le Tourmalet, Reusser permet au groupe de revenir sur les talons de Niewiadoma. À cinq kilomètres du sommet, Vollering attaque. Elle distance immédiatement toutes ses adversaires et revient puis double Niewiadoma. Elle s'empare du maillot jaune au sommet. Lotte Kopecky est à une inattendue sixième place de l'étape. Lors du contre-la-montre final, Marlen Reusser s'impose devant Vollering, qui remporte ainsi le classement général. Lotte Kopecky est troisième ce qui lui permet de prendre la deuxième place du classement général en devançant Van Vleuten et Niewiadoma. La Belge remporte également le classement par points.

### Août

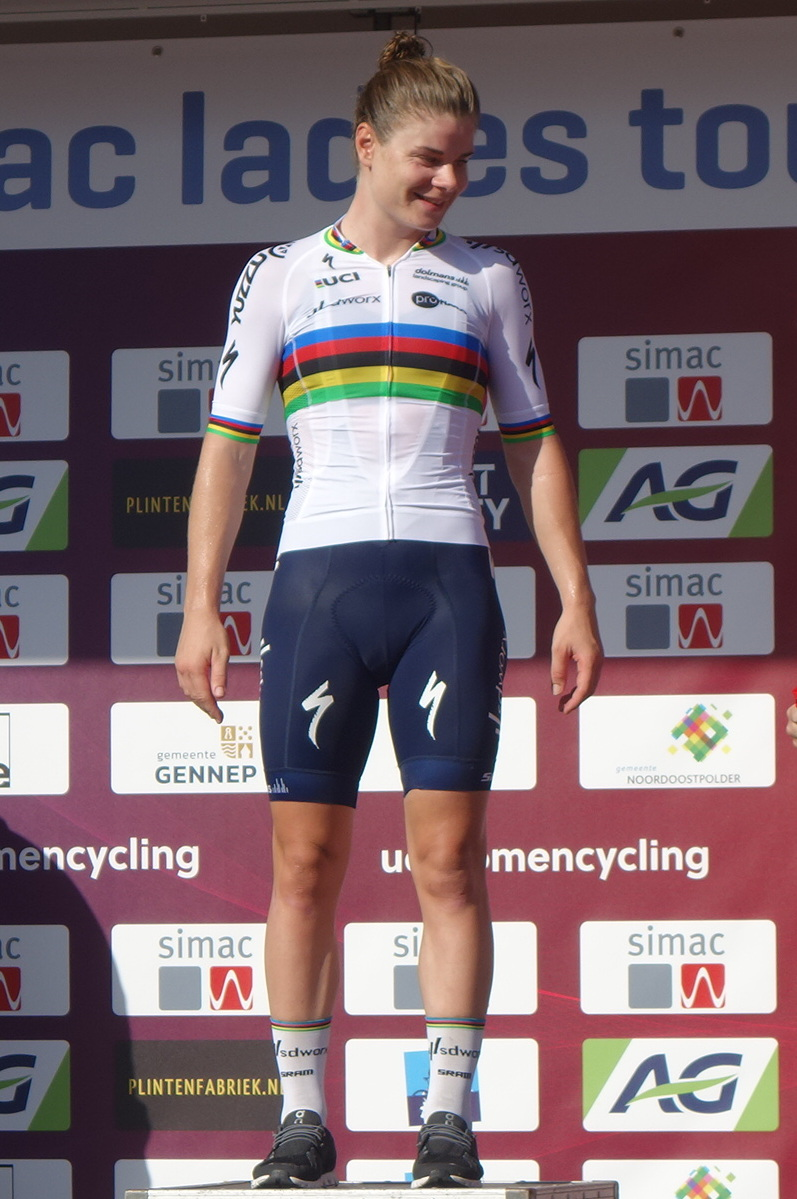
Lotte Kopecky avec son maillot de championne du monde

Aux championnats du monde sur piste, Lotte Kopecky remporte la course aux points et la course à l'élimination. Elle est également troisième de l'omnium. Sur le contre-la-montre, Marlen Reusser abandonne de manière surprenante tandis que Demi Vollering termine sixième. Aux championnats du monde sur route, un groupe dangereux se forme avec notamment Mischa Bredewold et Kata Blanka Vas. Un regroupement général a lieu. Alors qu'Elise Chabbey est devant, Kopecky attaque seule, mais est marquée. Annemiek van Vleuten attaque avec Silvia Persico, mais Lotte Kopecky est vigilante. Demi Vollering place une accélération franche, mais Kopecky est dans sa roue, le groupe se reforme. Cela réduit l'écart avec la Suissesse qui finit par être reprise. Reusser part en poursuite, suivie ensuite par Kopecky. Vollering est piégée alors qu'un quatuor de tête se forme. Néanmoins la coopération est mauvaise et Demi Vollering parvient à revenir sur la tête avec Uttrup Ludwig et Chabbey dans la roue. À huit kilomètres de la fin, Demi Vollering attaque mais semble être prise de crampe. Cecilie Uttrup Ludwig est la suivante à passer à l'offensive aux sept kilomètres. Elle est suivie dans un second temps par Kopecky. Cette dernière profite d'une ascension pour distancer la Danoise. Elle n'est plus reprise. Derrière, Vollering prend la médaille d'argent.
Au Tour de Scandinavie, Lorena Wiebes remporte les première et troisième étapes au sprint,. Elle prend la deuxième place de la dernière étape.

### Septembre

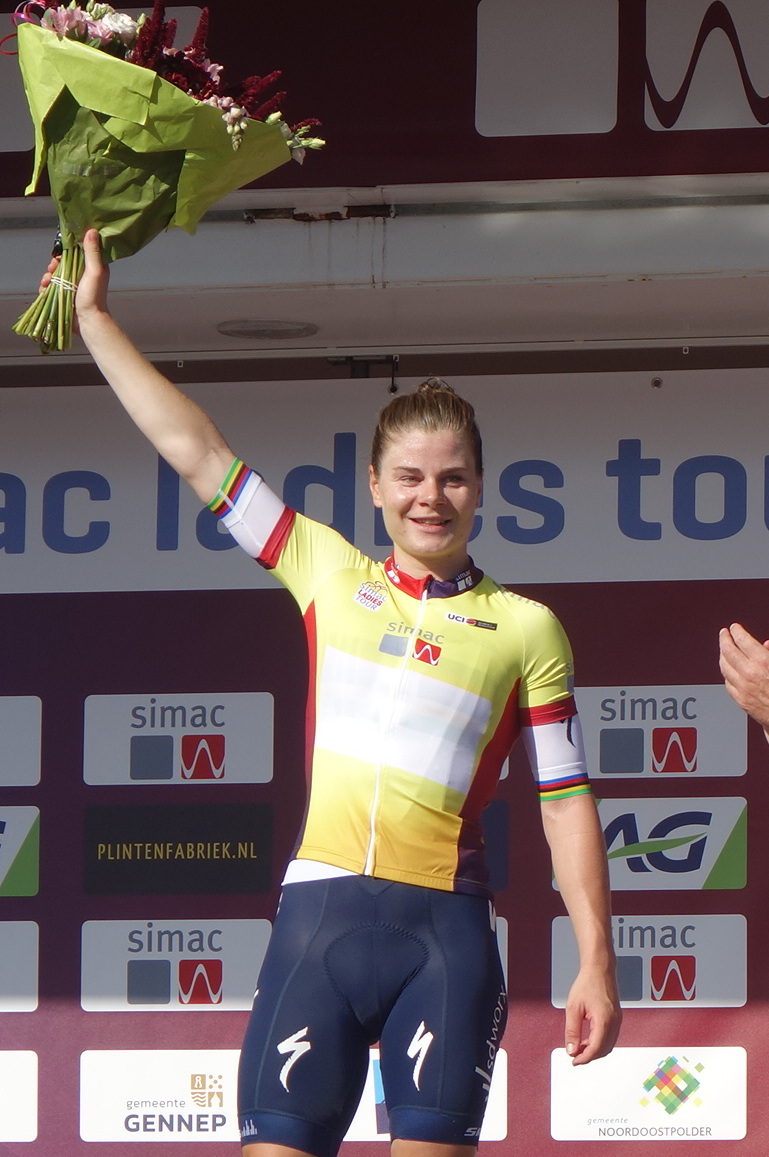
Lotte Kopecky au Simac Ladies Tour

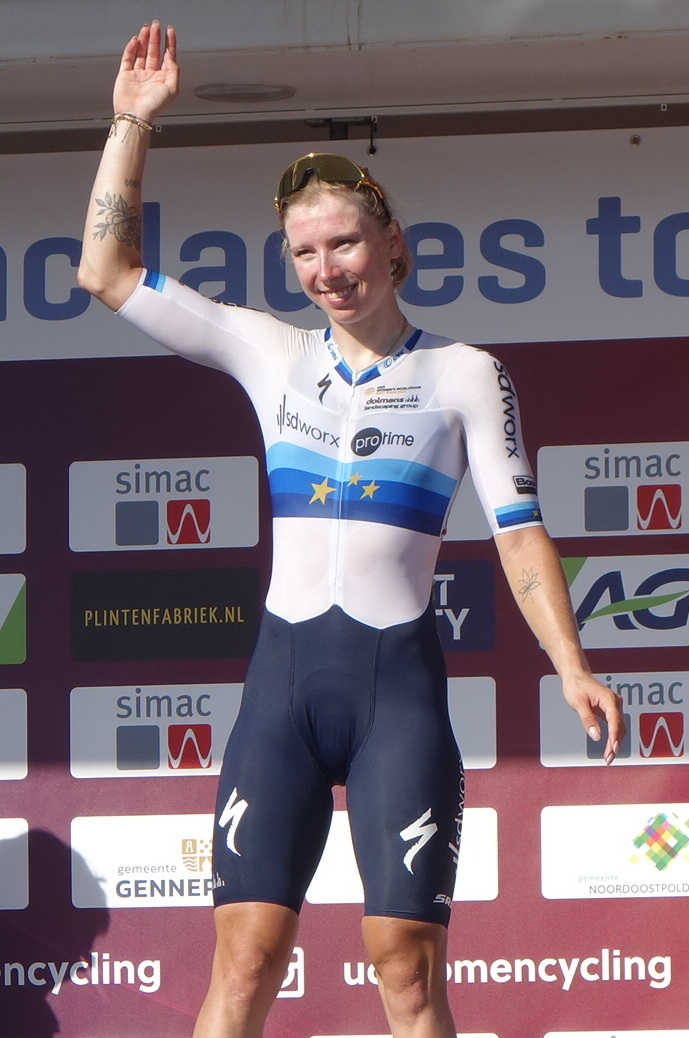
Lorena Wiebes au Simac Ladies Tour

Au Grand Prix de Plouay, dans les dix derniers kilomètres, Mischa Bredewold attaque à plusieurs reprises, mais la victoire se joue au sprint, où elle s'impose. Au Simac Ladies Tour, sur la première étape, Lorena Wiebes est deuxième du sprint. Lotte Kopecky gagne le contre-la-montre et s'empare de la tête du classement général. Lorena Wiebes est de nouveau deuxième de la troisième étape. Dans l'étape autour de Fauquemont, dans la dernière ascension du Cauberg Katarzyna Niewiadoma accélère. Elle a dans sa roue Lotte Kopecky et Lorena Wiebes. Kopecky gagne le sprint. Wiebes remporte la dernière étape. Lotte Kopecky gagne le classement général devant Lorena Wiebes.
Sur le Tour de Romandie, Demi Vollering et Niamh Fisher-Black anime la première étape, mais celle-ci se conclut au sprint. Mischa Bredewold en finit troisième. La deuxième étape se joue dans la dernière ascension. Aux quatre kilomètres, Juliette Labous passe à l'offensive. Elle est suivie par Reusser, Vollering et Niewiadoma. Vollering accélère et seule la Polonaise peut la suivre. Cette dernière doit mener pour éviter un retour de Reusser. Dans ces conditions, Vollering s'impose et prend la tête du classement général. Le lendemain, Mischa Bredewold fait partie de l'échappée du jour. Un sprint la conclut, Marlen Reusser est quatrième. Au classement général, Demi Vollering s'impose. Marlen Reusser est troisième, Anna Shackley septième et Niamh Fisher-Black dixième.
Aux championnats d'Europe du contre-la-montre, Marlen Reusser s'impose nettement. Lotte Kopecky est cinquième. Sur la course en ligne, les attaques s'enchaînent. Demi Vollering et Marlen Reusser se marquent. Cela profite à Mischa Bredewold qui part à dix kilomètres de l'arrivée. Lorena Wiebes est deuxième, Lotte Kopecky est troisième.

## Victoires

### Sur route
| Victoires | Victoires                                   | Victoires           | Victoires | Victoires          | Victoires |
| Date      | Course                                      | Pays                | Classe    | Vainqueur          |           |
| --------- | ------------------------------------------- | ------------------- | --------- | ------------------ | --------- |
| 10 fév.   | 2e étape du Tour des Émirats arabes unis    | Émirats arabes unis | 2.WWT     | Lorena Wiebes      |           |
| 25 fév.   | Circuit Het Nieuwsblad                      | Belgique            | 1.WWT     | Lotte Kopecky      |           |
| 26 fév.   | Omloop van het Hageland                     | Belgique            | 1.1       | Lorena Wiebes      |           |
| 4 mars    | Strade Bianche                              | Italie              | 1.WWT     | Demi Vollering     |           |
| 11 mars   | Tour de Drenthe                             | Pays-Bas            | 1.WWT     | Lorena Wiebes      |           |
| 15 mars   | Nokere Koerse                               | Belgique            | 1.Pro     | Lotte Kopecky      |           |
| 26 mars   | Gand-Wevelgem                               | Belgique            | 1.WWT     | Marlen Reusser     |           |
| 29 mars   | À travers les Flandres                      | Belgique            | 1.Pro     | Demi Vollering     |           |
| 2 avr.    | Tour des Flandres                           | Belgique            | 1.WWT     | Lotte Kopecky      |           |
| 5 avr.    | Grand Prix de l'Escaut                      | Belgique            | 1.1       | Lorena Wiebes      |           |
| 16 avr.   | Amstel Gold Race                            | Pays-Bas            | 1.WWT     | Demi Vollering     |           |
| 19 avr.   | Flèche wallonne                             | Belgique            | 1.WWT     | Demi Vollering     |           |
| 23 avr.   | Liège-Bastogne-Liège                        | Belgique            | 1.WWT     | Demi Vollering     |           |
| 5 mai     | 5e étape du Tour d'Espagne                  | Espagne             | 2.WWT     | Demi Vollering     |           |
| 7 mai     | 7e étape du Tour d'Espagne                  | Espagne             | 2.WWT     | Demi Vollering     |           |
| 12 mai    | 1re étape du Tour du Pays basque            | Espagne             | 2.WWT     | Demi Vollering     |           |
| 13 mai    | 2e étape du Tour du Pays basque             | Espagne             | 2.WWT     | Demi Vollering     |           |
| 14 mai    | 3e étape du Tour du Pays basque             | Espagne             | 2.WWT     | Marlen Reusser     |           |
| 14 mai    | Classement général, Tour du Pays basque     | Espagne             | 2.WWT     | Marlen Reusser     |           |
| 18 mai    | 1re étape du Tour de Burgos                 | Espagne             | 2.WWT     | Lorena Wiebes      |           |
| 19 mai    | 2e étape du Tour de Burgos                  | Espagne             | 2.WWT     | Demi Vollering     |           |
| 19 mai    | Veenendaal Veenendaal Classic               | Pays-Bas            | 1.1       | Lotte Kopecky      |           |
| 20 mai    | 3e étape du Tour de Burgos                  | Espagne             | 2.WWT     | Lorena Wiebes      |           |
| 21 mai    | Classement général, Tour de Burgos          | Espagne             | 2.WWT     | Demi Vollering     |           |
| 21 mai    | 4e étape du Tour de Burgos                  | Espagne             | 2.WWT     | Demi Vollering     |           |
| 23 mai    | 1re étape du Tour de Thuringe               | Allemagne           | 2.Pro     | SD Worx            |           |
| 24 mai    | 2e étape du Tour de Thuringe                | Allemagne           | 2.Pro     | Mischa Bredewold   |           |
| 25 mai    | 3e étape du Tour de Thuringe                | Allemagne           | 2.Pro     | Barbara Guarischi  |           |
| 26 mai    | 4e étape du Tour de Thuringe                | Allemagne           | 2.Pro     | Lonneke Uneken     |           |
| 27 mai    | 5e étape du Tour de Thuringe                | Allemagne           | 2.Pro     | Lorena Wiebes      |           |
| 28 mai    | Classement général, Tour de Thuringe        | Allemagne           | 2.Pro     | Lotte Kopecky      |           |
| 28 mai    | 6e étape du Tour de Thuringe                | Allemagne           | 2.Pro     | Lotte Kopecky      |           |
| 10 juin   | Dwars door het Hageland                     | Belgique            | 1.1       | Lotte Kopecky      |           |
| 17 juin   | 1re étape du Tour de Suisse                 | Suisse              | 2.WWT     | Blanka Vas         |           |
| 18 juin   | 2e étape du Tour de Suisse                  | Suisse              | 2.WWT     | Marlen Reusser     |           |
| 20 juin   | 4e étape du Tour de Suisse                  | Suisse              | 2.WWT     | Niamh Fisher-Black |           |
| 20 juin   | Classement général, Tour de Suisse          | Suisse              | 2.WWT     | Marlen Reusser     |           |
| 22 juin   | Championnat de Hongrie du contre-la-montre  | Hongrie             | CN        | Blanka Vas         |           |
| 22 juin   | Championnat de Belgique du contre-la-montre | Belgique            | CN        | Lotte Kopecky      |           |
| 24 juin   | Championnat des Pays-Bas sur route          | Pays-Bas            | CN        | Demi Vollering     |           |
| 25 juin   | Championnat de Belgique sur route           | Belgique            | CN        | Lotte Kopecky      |           |
| 25 juin   | Championnat de Suisse sur route             | Suisse              | CN        | Marlen Reusser     |           |
| 25 juin   | Championnat de Hongrie sur route            | Hongrie             | CN        | Blanka Vas         |           |
| 25 juin   | Championnat du Luxembourg sur route         | Luxembourg          | CN        | Christine Majerus  |           |
| 2 juill.  | 3e étape du Tour d'Italie                   | Italie              | 2.WWT     | Lorena Wiebes      |           |
| 8 juill.  | 8e étape du Tour d'Italie                   | Italie              | 2.WWT     | Blanka Vas         |           |
| 23 juill. | 1re étape du Tour de France Femmes          | France              | 2.WWT     | Lotte Kopecky      |           |
| 25 juill. | 3e étape du Tour de France Femmes           | France              | 2.WWT     | Lorena Wiebes      |           |
| 29 juill. | 7e étape du Tour de France Femmes           | France              | 2.WWT     | Demi Vollering     |           |
| 30 juill. | 8e étape du Tour de France Femmes           | France              | 2.WWT     | Marlen Reusser     |           |
| 30 juill. | Classement général, Tour de France Femmes   | France              | 2.WWT     | Demi Vollering     |           |
| 23 août   | 1re étape du Tour de Scandinavie            | Norvège             | 2.WWT     | Lorena Wiebes      |           |
| 25 août   | 3e étape du Tour de Scandinavie             | Norvège             | 2.WWT     | Lorena Wiebes      |           |
| 2 sept.   | Grand Prix de Plouay                        | France              | 1.WWT     | Mischa Bredewold   |           |
| 7 sept.   | 2e étape, Simac Ladies Tour                 | Belgique            | 2.WWT     | Lotte Kopecky      |           |
| 9 sept.   | 4e étape, Simac Ladies Tour                 | Pays-Bas            | 2.WWT     | Lotte Kopecky      |           |
| 10 sept.  | Classement général, Simac Ladies Tour       | Pays-Bas            | 2.WWT     | Lotte Kopecky      |           |
| 10 sept.  | 5e étape, Simac Ladies Tour                 | Pays-Bas            | 2.WWT     | Lorena Wiebes      |           |
| 16 sept.  | 2e étape du Tour de Romandie                | Suisse              | 2.WWT     | Demi Vollering     |           |
| 17 sept.  | Classement général, Tour de Romandie        | Suisse              | 2.WWT     | Demi Vollering     |           |
| 20 sept.  | Championnat d'Europe du contre-la-montre    | Pays-Bas            | CC        | Marlen Reusser     |           |
| 23 sept.  | Championnat d'Europe sur route              | Pays-Bas            | CC        | Mischa Bredewold   |           |

### Sur piste
| Date   | Course                                            | Pays        | Classe | Vainqueur     |
| ------ | ------------------------------------------------- | ----------- | ------ | ------------- |
| 9 août | Championnat du monde de la course à l'élimination | Royaume-Uni | CDM    | Lotte Kopecky |

### En cyclo-cross
| Date         | Course                     | Pays       | Classe | Vainqueur         |
| ------------ | -------------------------- | ---------- | ------ | ----------------- |
| 15 janvier   | Championnats du Luxembourg | Luxembourg | CN     | Christine Majerus |
| 15 janvier   | Championnats de Hongrie    | Hongrie    | CN     | Blanka Vas        |
| 9 septembre  | Lützelbach                 | Luxembourg | C2     | Marie Schreiber   |
| 10 septembre | Bensheim                   | Luxembourg | C2     | Marie Schreiber   |
| 8 octobre    | Brumath                    | France     | C1     | Marie Schreiber   |
| 15 octobre   | Oisterwijk                 | Pays-Bas   | C2     | Blanka Vas        |

### Résultats sur les courses majeures

#### World Tour
| UCI Women's World Tour | UCI Women's World Tour | UCI Women's World Tour | UCI Women's World Tour                   | UCI Women's World Tour | UCI Women's World Tour | UCI Women's World Tour |
| Date                   | n°                     | Pays                   | Course                                   | Meilleure coureuse     | Classement             |                        |
| ---------------------- | ---------------------- | ---------------------- | ---------------------------------------- | ---------------------- | ---------------------- | ---------------------- |
| 15 – 17 janv.          | 1                      | Australie              | Women's Tour Down Under                  | -                      | -                      |                        |
| 28 janv.               | 2                      | Australie              | Cadel Evans Great Ocean Road Race Women  | -                      | -                      |                        |
| 9 – 12 fév.            | 3                      | Émirats arabes unis    | Tour des Émirats arabes unis             | -                      | -                      |                        |
| 25 fév.                | 4                      | Belgique               | Circuit Het Nieuwsblad                   | Lotte Kopecky          | 1re                    |                        |
| 4 mars                 | 5                      | Italie                 | Strade Bianche                           | Demi Vollering         | 1re                    |                        |
| 11 mars                | 6                      | Pays-Bas               | Tour de Drenthe                          | Lorena Wiebes          | 1re                    |                        |
| 19 mars                | 7                      | Italie                 | Trofeo Alfredo Binda-Comune di Cittiglio | Lorena Wiebes          | 18e                    |                        |
| 23 mars                | 8                      | Belgique               | Classic Bruges-La Panne                  | Lorena Wiebes          | 3e                     |                        |
| 26 mars                | 9                      | Belgique               | Gand-Wevelgem                            | Marlen Reusser         | 1re                    |                        |
| 2 avr.                 | 10                     | Belgique               | Tour des Flandres                        | Lotte Kopecky          | 1re                    |                        |
| 8 avr.                 | 11                     | France                 | Paris-Roubaix                            | Lotte Kopecky          | 7e                     |                        |
| 16 avr.                | 12                     | Pays-Bas               | Amstel Gold Race                         | Demi Vollering         | 1re                    |                        |
| 19 avr.                | 13                     | Belgique               | Flèche wallonne                          | Demi Vollering         | 1re                    |                        |
| 23 avr.                | 14                     | Belgique               | Liège-Bastogne-Liège                     | Demi Vollering         | 1re                    |                        |
| 1 – 7 mai              | 15                     | Espagne                | Tour d'Espagne                           | Demi Vollering         | 2e                     |                        |
| 12 – 14 mai            | 16                     | Espagne                | Tour du Pays basque                      | Marlen Reusser         | 1re                    |                        |
| 18 – 21 mai            | 17                     | Espagne                | Tour de Burgos                           | Demi Vollering         | 1re                    |                        |
| 26 – 28 mai            | 18                     | Royaume-Uni            | RideLondon-Classique                     | -                      | -                      |                        |
| 17 – 20 juin           | 19                     | Suisse                 | Tour de Suisse                           | Marlen Reusser         | 1re                    |                        |
| 30 juin – 9 juill.     | 20                     | Italie                 | Tour d'Italie                            | Niamh Fisher-Black     | 9e                     |                        |
| 23 – 30 juill.         | 21                     | France                 | Tour de France Femmes                    | Demi Vollering         | 1re                    |                        |
| 23 – 27 août           | 22                     | Norvège                | Tour de Scandinavie                      | Niamh Fisher-Black     | 15e                    |                        |
| 2 sept.                | 23                     | France                 | Grand Prix de Plouay                     | Mischa Bredewold       | 1re                    |                        |
| 5 – 10 sept.           | 24                     | Pays-Bas               | Simac Ladies Tour                        | Lotte Kopecky          | 1re                    |                        |
| 15 – 17 sept.          | 25                     | Suisse                 | Tour de Romandie                         | Demi Vollering         | 1re                    |                        |
| 12 – 14 oct.           | 26                     | Chine                  | Tour de l'île de Chongming               | -                      | -                      |                        |
| 17 oct.                | 27                     | Chine                  | Tour du Guangxi                          | -                      | -                      |                        |

#### Grands tours
| Grand tour            | Tour d'Espagne               | Tour d'Italie           | Tour de France                                                   |
| --------------------- | ---------------------------- | ----------------------- | ---------------------------------------------------------------- |
| Coureuse (classement) | Demi Vollering (2e)          | Niamh Fisher-Black (9e) | Demi Vollering (1re)                                             |
| Accessits             | podium, 2 victoires d'étapes | 2 victoires d'étapes    | Classement par points, par équipes, podium, 3 victoires d'étapes |

## Classement mondial
| Classement UCI | Classement UCI     | Classement UCI   | Classement UCI |
| Coureuse       | Coureuse           | Pays             | Points         |
| -------------- | ------------------ | ---------------- | -------------- |
| 1re            | Demi Vollering     | Pays-Bas         | 6038.9 pts     |
| 2e             | Lotte Kopecky      | Belgique         | 4367 pts       |
| 3e             | Marlen Reusser     | Suisse           | 3279.5 pts     |
| 4e             | Lorena Wiebes      | Pays-Bas         | 3167 pts       |
| 33e            | Mischa Bredewold   | Pays-Bas         | 1026 pts       |
| 53e            | Anna Shackley      | Royaume-Uni      | 704 pts        |
| 68e            | Niamh Fisher-Black | Nouvelle-Zélande | 553.9 pts      |
| 84e            | Christine Majerus  | Luxembourg       | 464 pts        |
| 93e            | Blanka Vas         | Hongrie          | 407.9 pts      |
| 208e           | Marie Schreiber    | Luxembourg       | 180.9 pts      |
| 325e           | Lonneke Uneken     | Pays-Bas         | 105 pts        |
| 446e           | Elena Cecchini     | Italie           | 63.2 pts       |
| 482e           | Barbara Guarischi  | Italie           | 56 pts         |
| 507e           | Femke Markus       | Pays-Bas         | 50.9 pts       |
| 614e           | Sina Frei          | Suisse           | 35.6 pts       |

SD Worx est la meilleure équipe.